# Délais en réunification familiale au Québec
 (mars 2024).

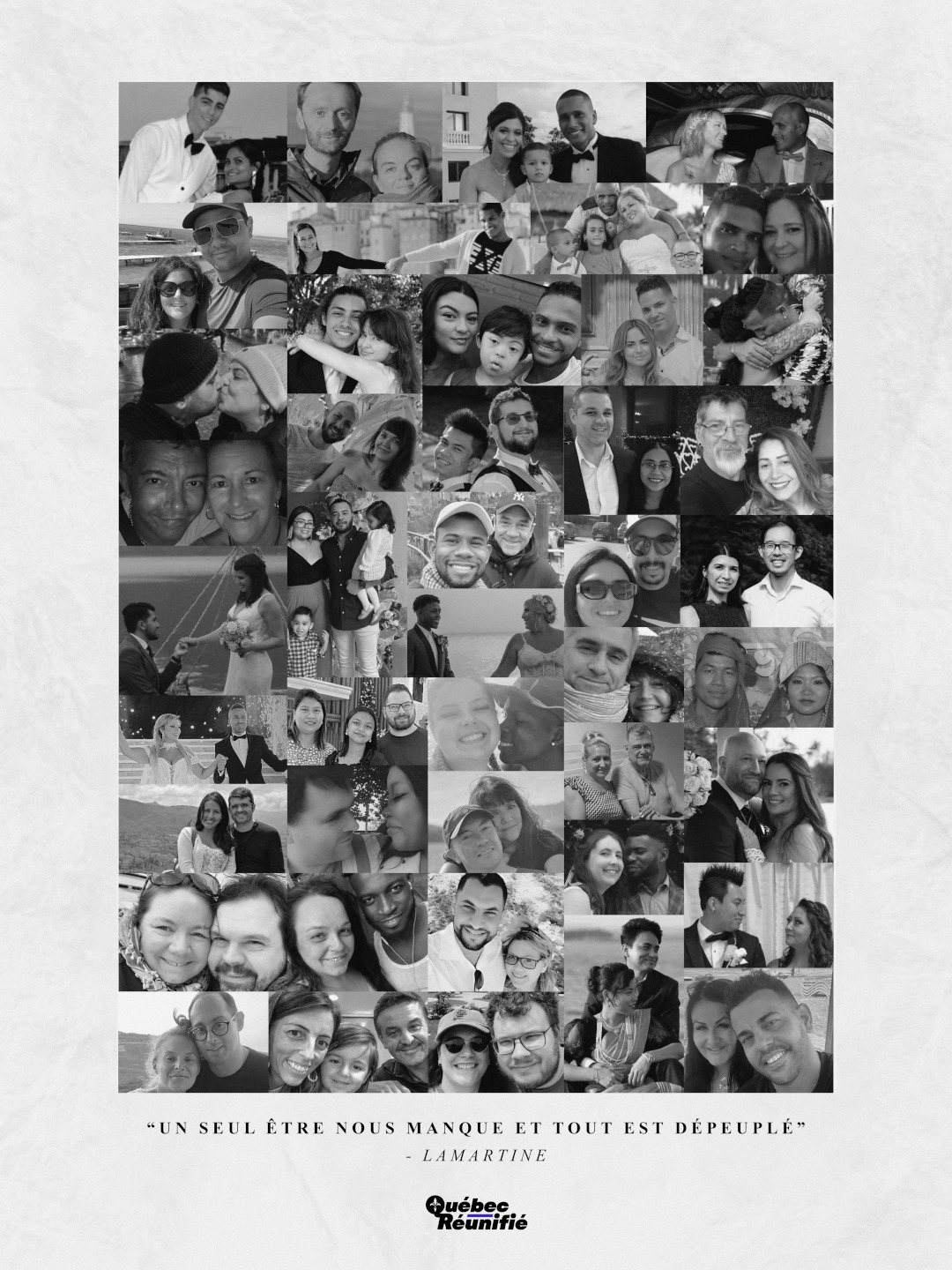
Affiche avec des familles affectées par des retards de trois ans ou plus.

Les délais en réunification familiale au Québec correspondent aux politiques d'immigration de la province de Québec qui ont créé un déséquilibre significatif entre la demande de réunification familiale et la capacité du système à traiter de telles demandes. Marquée par des restrictions quantitatives et des temps d'attente qui ont plus que triplé, les familles sont confrontées à un processus angoissant et prolongé pour se réunir avec leurs proches. D'ici 2024, cette augmentation des temps d'attente de plus de trois ans contraste avec les autres provinces canadiennes, où le processus prend généralement 13 mois. La politique de réunification familiale adoptée par le gouvernement de la Coalition avenir Québec (CAQ) fait face à une critique croissante en raison des périodes d'attente excessivement longues pour le traitement des dossiers d'immigration.
Le Haut Commissariat des Nations unies pour les réfugiés (HCR) et les organisations non gouvernementales canadiennes plaident pour une plus grande réponse aux besoins de réunification familiale par le gouvernement, reconnaissant que la séparation lors de la réunification familiale est associée à des impacts négatifs sur la santé mentale causant des niveaux plus élevés de trouble de stress post-traumatique, des symptômes de dépression, suicide et des difficultés de vie post-migration plus importantes dans le groupe séparé par rapport à ceux qui ne l'étaient pas,.
La Convention contre la torture et autres peines ou traitements cruels, inhumains ou dégradants, adoptée en 1984, avertit que des pratiques telles que la séparation familiale prolongée peuvent constituer des formes de traitement inhumain. Ce type de séparation est non seulement un affront à la dignité humaine, mais peut également causer un préjudice psychologique irréparable tant aux enfants qu'à leurs parents. D'autre part, la Déclaration universelle des droits de l'homme, bien qu'elle ne soit pas un traité contraignant, a établi depuis 1948 des principes fondamentaux sur la protection de la famille, affirmant qu'elle constitue le noyau essentiel de la société et mérite une protection spéciale de l'État et de la communauté. Ce document souligne également l'importance d'accorder des soins et une assistance spéciaux à la maternité et à l'enfance, renforçant l'idée que l'intégrité et l'unité de la famille ne sont pas seulement des droits humains fondamentaux, mais aussi des piliers sur lesquels une société juste et équitable est construite.
La période d'attente prolongée pour la réunification familiale a exposé de nombreux couples à un stress émotionnel intense, amplifiant les préoccupations liées à la fertilité, la parentalité et testant la stabilité de leurs unions conjugales. Se trouvant au milieu de retards administratifs pendant le traitement de leurs demandes, ces couples font face à la situation difficile de vivre séparément pendant des années. Cette circonstance a mis tant de pression sur certaines relations que certaines ont envisagé la séparation comme solution à l'usure émotionnelle vécue. De plus, cela a contribué à des décisions difficiles telles que l'avortement non désiré.
Loin d'améliorer la situation, au mois de juin 2024 Christine Fréchette prend la décision de diminuer le nombre de dossiers acceptés dans la catégorie du regroupement familial. Les dossiers excédant ce nombre seront retournés aux personnes concernées.
Une étude menée par l'Institut universitaire Jeunes en difficulté (IUJD), impliquant 146 familles ayant vécu la réunification au Québec, a montré comment les ruptures relationnelles répétées peuvent avoir des conséquences psychosociales significatives pour les enfants à court et à long terme. Les effets traumatisants de la séparation familiale sur les enfants sont bien documentés, incluant des taux plus élevés de trouble de stress post-traumatique (TSPT) et de troubles dépressifs qui peuvent persister à l'âge adulte, impactant négativement la performance académique, la formation de relations et la santé mentale. La politique de séparation familiale a été activement contestée par les professionnels de la santé et les organisations médicales, étant décrite par l'Académie américaine de pédiatrie (en anglais : American Academy of Pediatrics) comme "un abus d'enfant sanctionné par le gouvernement" et par Physicians for Human Rights comme correspondant à la définition juridique de la torture et de la disparition forcée temporaire sous le droit international des droits de l'homme.
Le site de Québec réunifié a publié un rapport montrant comment le Québec est le seul gouvernement qui impose des quotas. Les temps d'attente pour la réunification familiale sont les plus longs au monde, notant que même les gouvernements européens d'extrême droite n'implémentent pas des mesures comparables aux quotas mentionnés.

## Contexte
La réunification familiale au Canada est l'une des principales catégories d'immigration, permettant aux citoyens canadiens ou aux résidents permanents de parrainer leurs proches pour qu'ils les rejoignent au Canada et obtiennent la résidence permanente. Contrairement à certaines croyances populaires, le parrainage est généralement limité aux conjoints, partenaires de fait, partenaires conjugaux et leurs enfants à charge, bien que dans des circonstances exceptionnelles, d'autres membres de la famille puissent être éligibles sous certaines conditions. Pour être un parrain valide, il faut répondre à certaines exigences financières fixées par Immigration, Réfugiés et Citoyenneté Canada (IRCC), y compris l'engagement de subvenir aux besoins de base du parrainé sans recourir à l'aide gouvernementale, dont la durée varie selon l'âge du parrainé.
Il existe divers mythes entourant l'immigration par réunification familiale, tels que la conception erronée qu'elle contribue à la pénurie de logements, à la récession économique ou surcharge le système de santé canadien. Cependant, les individus parrainés doivent être financièrement soutenus par leurs parrains et passer des contrôles de santé et de sécurité, dissipant ces perceptions. De plus, l'importance de vérifier l'authenticité des relations pour prévenir la fraude matrimoniale est soulignée.
La notion de réunification familiale en tant que catégorie d'immigration a occupé une position "forte et durable" dans le contexte de l'immigration canadienne. La variété des individus pouvant être inclus dans la catégorie de réunification familiale a varié, allant uniquement des conjoints et parents directs à tout parent indépendamment du degré. Pour la majeure partie du 20e siècle, la gamme de parents qui pouvaient être parrainés est restée assez stable, à l'exception de brèves périodes de changement.

### Contexte historique
La politique d'immigration canadienne, de la Loi sur l'immigration de 1910 à 1978, a démontré des pratiques discriminatoires et racistes explicites et implicites contre divers groupes ethniques. Cette législation accordait au Cabinet le pouvoir d'interdire l'entrée au Canada aux immigrants de toute race qu'il jugeait indésirable, en fonction de leurs coutumes, habitudes, modes de vie et méthodes de possession de propriété, ainsi que de leur supposée incapacité à s'assimiler facilement. Un exemple notable de l'exercice de ce pouvoir fut l'Ordre du Conseil du 14 mars 1919, qui interdisait l'entrée des immigrants de races allemande, autrichienne, hongroise, bulgare ou turque, sauf avec la permission du ministre de l'Immigration. De plus, en 1919, ce pouvoir fut invoqué pour interdire l'atterrissage au Canada des Doukhobors, des Huttérites et des Mennonites.
La race asiatique fut soumise à une interdiction d'entrée en 1923, avec certaines exceptions qui furent retirées en 1930, ne laissant que la possibilité d'entrée pour la famille immédiate, jusqu'à ce que cette interdiction soit levée en 1956. Les réglementations d'immigration de 1954 et 1956 limitaient les admissions aux citoyens de pays spécifiquement listés, maintenant une discrimination implicite jusqu'en 1962, quand une exigence d'entrée générale fut appliquée à tous, donnant la préférence à ceux ayant de la famille élargie au Canada.La Loi sur l'immigration incluait également des pouvoirs pour imposer des exigences financières basées sur la race, comme en témoignent les années 1908 et 1914, lorsque les immigrants asiatiques devaient posséder une somme d'argent nettement plus importante que les autres immigrants. De plus, une régulation de voyage continu fut imposée qui, en pratique, excluait les immigrants de certaines régions, telles que l'Inde, en raison de l'impossibilité d'effectuer un voyage direct vers le Canada.
La discrimination s'étendit spécifiquement aussi aux individus d'origine chinoise et japonaise, avec des actes et des réglementations qui restreignaient sévèrement leur entrée et résidence au Canada, incluant des frais d'entrée élevés et, dans le cas des citoyens canadiens d'ascendance japonaise, la déportation pendant et après Seconde Guerre mondiale. La discrimination contre les Juifs, bien que non codifiée dans des lois spécifiques, fut exécutée par l'abus de discrétion par les autorités d'immigration, refusant effectivement l'entrée au Canada aux Juifs fuyant la persécution nazie et l'Holocauste.Une période pendant laquelle les lois et réglementations furent utilisées explicitement et implicitement pour exclure des individus et des groupes sur la base de leur race, nationalité ou ethnicité, jusqu'à ce que des changements législatifs commencent à retirer ces pratiques discriminatoires dans les années 1960 et 1970, cherchant à établir des critères d'admission ne discriminant pas sur la base de la race, de l'origine nationale ou ethnique, de la couleur, de la religion ou du sexe.

### Système d'immigration à deux vitesses
Le "système d'immigration à deux vitesses" se réfère à la manière dont les propositions de politique d'immigration dans la province de Québec résultent en un traitement préférentiel pour les immigrants économiques (ceux sélectionnés sur la base de leur capacité à contribuer à l'économie, tels que les travailleurs qualifiés) au détriment d'autres catégories, telles que celles cherchant la réunification familiale. Sous un tel système :
- Premier niveau : Les immigrants économiques qui seraient admis plus rapidement en raison de la perception qu'ils comblent un vide immédiat sur le marché du travail ou répondent à des besoins économiques. Ces immigrants pourraient avoir accès à plus de ressources, un processus de demande plus rapide ou des règles plus flexibles[18].
- Deuxième niveau : D'autres immigrants, tels que ceux venant par des programmes de réunification familiale ou en tant que réfugiés. Ces immigrants pourraient faire face à des temps d'attente plus longs, moins de ressources ou des critères plus stricts[18].

L'utilisation du terme "système d'immigration à deux vitesses" porte une connotation négative, suggérant qu'il est injuste ou discriminatoire en accordant un traitement préférentiel à un groupe par rapport à un autre. La création de tels systèmes peut générer des tensions politiques et sociales et est un sujet de débat dans de nombreuses nations luttant pour équilibrer les besoins économiques avec les considérations humanitaires et familiales.
Alors que cette nouvelle approche profiterait aux entreprises en leur fournissant les talents nécessaires, elle est prévue pour allonger les temps d'attente pour ceux cherchant la réunification familiale. Actuellement, le temps d'attente au Québec pour traiter une demande de réunification familiale est d'environ 34 mois. La proportion d'immigrants économiques montant à 65 %, ce temps augmente à trois ans, selon des sources fédérales. Cela a un effet secondaire non intentionné, car les immigrants qualifiés que le Québec choisit peuvent se déplacer vers d'autres provinces ou territoires du Canada, au lieu de faire face à de longues périodes de séparation de leurs familles.

### Politiques d'immigration et quotas
Contrairement aux autres provinces canadiennes, le Québec a l'autonomie de décider du nombre de résidents permanents qu'il accepte annuellement, y compris ceux sélectionnés pour la réunification familiale. Cela implique l'obtention du Certificat de sélection du Québec (CSQ) en plus de l'approbation fédérale par Immigration, Réfugiés et Citoyenneté Canada (IRCC). Ce traitement à double couche a entraîné des retards significatifs, particulièrement évidents dans les temps de traitement pour la réunification familiale, qui triplent actuellement les délais moyens par rapport au reste du Canada, dépassant 34 mois,.
Au Québec, il existe un système tendu en raison de la discordance entre le nombre de demandes et les espaces disponibles pour la réunification familiale. La province de Québec a fixé des plafonds d'admission pour la réunification familiale, qui ont pratiquement été atteints pour l'année en cours.
Ces retards sont largement attribués aux quotas annuels imposés par le gouvernement de la Coalition avenir Québec (CAQ), établissant une limite de 10 400 cas de réunification familiale pouvant être traités annuellement, un chiffre qui ne répond pas à la demande, comme en témoignent les 38 600 dossiers en attente. Cette situation a généré des conséquences humaines profondément regrettables, séparant des milliers de Québécois de leurs proches pendant des années et exacerbant les tensions émotionnelles et psychologiques parmi les personnes affectées.
Le gouvernement du Québec a décidé de réduire de moitié la capacité de traitement des demandes de réunification familiale au cours des deux prochaines années. Selon la Gazette officielle du Québec en juin 2024, jusqu’en juin 2026, un maximum de 13 000 demandes seront traitées, comparativement aux 26 416 demandes traitées entre 2021 et 2023. Cette mesure a suscité des inquiétudes parmi les résidents du Québec qui souhaitent se réunir avec leurs proches étrangers, faisant maintenant face à un délai d'attente moyen de 34 mois, contre dix mois dans le reste du Canada. Le premier ministre François Legault a justifié cette décision, arguant qu’il est nécessaire de limiter le nombre d’immigrants pour garantir la capacité du Gouvernement à offrir des services et protéger la langue française. La ministre de l'Immigration, Christine Fréchette, a indiqué qu'une priorité sera donnée aux dossiers en attente avant d'accepter de nouvelles demandes, sauf dans des cas spécifiques comme le parrainage de mineurs de moins de 18 ans. Le gouvernement du Québec a expliqué qu'au lieu de traiter de nouvelles demandes, il se concentrera sur les dossiers en attente depuis des mois, voire des années. Cette mesure a été critiquée pour ses répercussions significatives sur les familles, qui devront attendre encore plus longtemps pour se réunir. L'Association québécoise des avocats en immigration a demandé au ministre fédéral de l'Immigration que les demandeurs de réunification familiale au Québec bénéficient du même délai de traitement que dans le reste du pays[réf. nécessaire].

#### Parrainage de parents et grands-parents
La Cour d'appel fédérale du Canada a statué que les processus d'immigration pour la réunification familiale doivent être équitables pour tous les proches, y compris les parents, grands-parents, conjoints et enfants, à la suite d'une plainte de Amir Attaran, professeur de droit à l'Université d'Ottawa. Attaran a argué qu'il y avait discrimination contre ses parents, citoyens américains âgés, qui ont fait face à des retards dans leur processus d'immigration après avoir demandé le parrainage en 2009. Cette affaire souligne les critiques envers Immigration Canada pour le traitement lent des demandes de parrainage pour les parents et grands-parents, comparé à d'autres processus d'immigration plus agiles. Attaran a porté son cas à la Commission canadienne des droits de la personne en 2010, accusant une discrimination par âge en raison de l'attente prolongée de 37 mois de ses parents, bien que sa plainte ait été initialement rejetée. Toutefois, la Cour a trouvé les préoccupations d'Attaran raisonnables, notant que, bien que la discrimination par âge n'ait pas été confirmée, les retards significatifs et différenciés constituaient une pratique discriminatoire. Cela souligne une allocation inégale des ressources au sein d'Immigration Canada, affectant principalement les processus de réunification familiale des parents et grands-parents. La décision de la Cour remet en question le rejet initial de la plainte par la commission des droits de l'homme et souligne la nécessité d'un traitement équitable dans les procédures de réunification familiale.
Bien que le Super Visa ne nécessite pas de passer par une loterie et soit disponible tout au long de l'année, des critiques soulignent la nécessité de répondre aux exigences de revenu selon le Seuil de faible revenu (SFR), d'obtenir une lettre d'invitation incluant un soutien financier et de sécuriser une couverture médicale canadienne pour un an, ce qui peut être un processus coûteux et excluant pour certains. Cette situation au Québec met en lumière les tensions entre les politiques fédérales et provinciales et soulève des questions sur l'efficacité et l'équité des programmes de réunification familiale. La critique sous-jacente de ce processus se concentre sur la complexité et l'attente prolongée qui affectent les familles et sapent l'intention de promouvoir l'intégration culturelle et familiale dans la province.

### Augmentation des temps d'attente et effets émotionnels
Au Québec, il existe un système tendu en raison de la discordance entre le nombre de demandes et les espaces disponibles pour la réunification familiale. La province de Québec a fixé des limites maximales d'admission pour la réunification familiale, qui ont pratiquement été atteintes pour l'année en cours. Cela a causé l'impossibilité pour le gouvernement fédéral d'accélérer le traitement des demandes sans dépasser les quotas fixés par le gouvernement Legault. Les temps d'attente pour parrainer un conjoint vivant à l'étranger ont doublé par rapport aux autres provinces canadiennes, passant de 27 à 34 mois, presque trois ans, alors que dans d'autres provinces, il reste à 13 mois. Cette augmentation des temps d'attente est due à une limite du nombre d'espaces disponibles pour la réunification familiale au Québec, provoquant l'augmentation du nombre de familles en attente, atteignant 38 800 en juillet.Derrière ce scénario se trouve une politique de quotas fixée par le gouvernement de François Legault, qui limite le nombre d'admissions annuelles et a généré un arriéré de près de 40 000 cas en attente, soulignant non seulement les difficultés bureaucratiques mais aussi l'impact émotionnel et social sur les familles concernées.
Le Ministère de l'Immigration du Québec a exprimé sa compréhension du stress que ces retards causent aux familles et a attribué la responsabilité au gouvernement fédéral. La gestion des dossiers après la délivrance des certificats de sélection du Québec est la responsabilité du gouvernement fédéral, qui admet les individus selon les objectifs fixés par le Québec. Le gouvernement fédéral, de son côté, fait face à ses propres défis avec des retards significatifs dans ses programmes, comme souligné dans le rapport du Vérificateur général du Canada.Les critiques de l'opposition soutiennent que le gouvernement Legault a la capacité d'agir pour réduire l'attente pour des milliers de familles. Cependant, avec l'admission maximale presque atteinte, le gouvernement fédéral a du mal à accélérer les demandes sans dépasser les quotas. Cela a conduit à des critiques de la part des porte-parole de l'immigration de l'opposition, qui suggèrent que les retards continueront d'augmenter et augmentent le risque d'action en justice pour retards excessifs.
Monsef Derraji, porte-parole du Parti libéral du Québec en matière d'immigration, décrit la situation comme inhumaine, soulignant la difficulté émotionnelle des familles séparées et remettant en question l'insistance du gouvernement provincial. De plus, les membres de groupes comme Québec réunifié soulignent l'importance que le public comprenne que la réunification familiale pourrait affecter n'importe qui à l'avenir.Les experts suggèrent que le gouvernement du Québec pourrait modifier les pourcentages de ses seuils d'immigration, diminuant la proportion des immigrants économiques et augmentant celle de la réunification familiale, une catégorie considérée comme ayant été négligée dans le plan d'immigration mais essentielle pour la société.

## Causes

### Racisme dans le système d'immigration

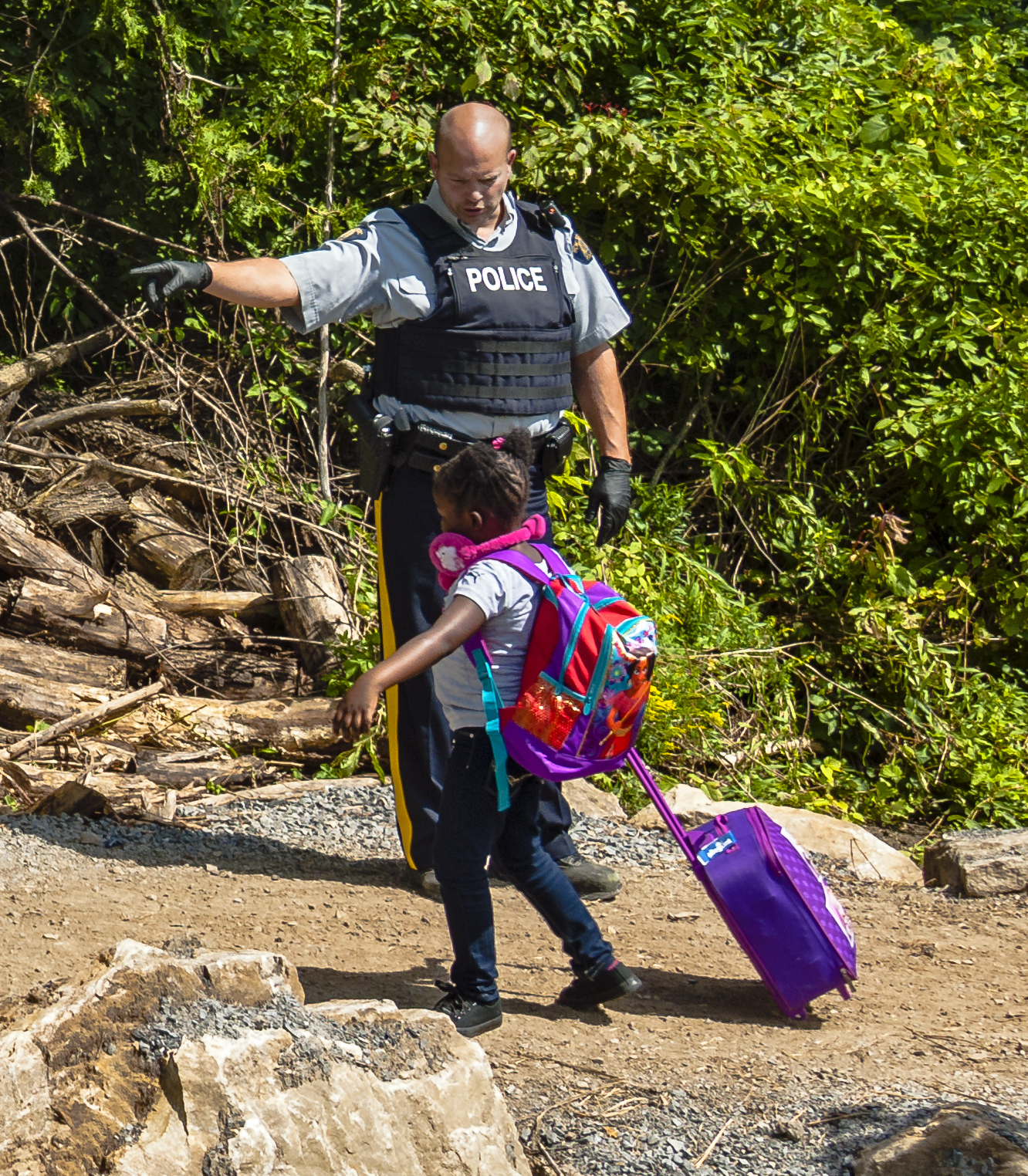
Officiel guidant une fille entrant à la frontière canadienne.

En réponse à un rapport du Comité permanent de la citoyenneté et de l'immigration de la Chambre des communes, le Ministère de l'Immigration, des Réfugiés et de la Citoyenneté Canada (IRCC) a reconnu l'existence de racisme systémique au sein de son système d'immigration. Cette reconnaissance intervient après la présentation du rapport "Traitement différentiel dans les taux de recrutement et d'acceptation des étudiants étrangers au Québec et dans le reste du Canada", qui a souligné des taux de rejet allant jusqu'à 80 % pour les immigrants francophones venant des pays africains. L'IRCC a publié un rapport en 2021, dans lequel les employés se plaignaient de cas répétés de langage offensant envers les collègues racisés et de possibilités limitées d'avancement pour les minorités racisées. Les enquêtes n'ont pas surpris deux fonctionnaires fédéraux qui, craignant des représailles au travail, ont parlé à CBC News sous condition d'anonymat, décrivant un environnement de travail où le personnel est constamment surveillé et poussé à gérer autant d'appels que possible, affectant même les pauses toilettes. Ils ont également rapporté des attitudes racistes envers les demandeurs d'immigration de certains pays et une réticence à promouvoir les employés de couleur au sein du département.
Immigration, Réfugiés et Citoyenneté Canada (IRCC) a lancé une enquête sur les biais culturels potentiels parmi ses employés concernant le traitement des demandes de visa aux points d'entrée du pays. Cette enquête est une réponse à une étude précédente qui révélait de multiples rapports de "microagressions" racistes par les employés et les superviseurs. Les entretiens suggéraient que le racisme, à la fois ouvert et subtil, observé parmi les employés et les décideurs de l'IRCC, "peut et probablement affecte le traitement des dossiers." Jasraj Singh Hallan, un député de la région de Calgary et ministre de l'immigration de l'ombre du Parti conservateur du Canada, a exprimé son inquiétude quant à l'incapacité de l'IRCC à aborder le comportement raciste sur le lieu de travail et son effet sur les retards massifs dans les demandes de visa et les délais de traitement des réfugiés.
L'enquête, menée de février à juin de cette année à un coût de 59 000 $, comprenait des groupes de discussion avec des employés racialisés et non racialisés, visant à comprendre les expériences actuelles de racisme et les perceptions de la manière dont le racisme est géré par l'administration, recueillant des suggestions pour des changements futurs dans les politiques et pratiques. Les résultats révèlent des microagressions, de la discrimination dans les pratiques d'embauche et l'accès aux opportunités de croissance professionnelle, ainsi que des biais raciaux dans l'application des programmes, des politiques et des services à la clientèle à l'IRCC. De plus, un manque de directives claires ou de formation pour la gestion sur la manière de gérer les rapports de racisme, une histoire de racisme insuffisamment abordé et un déséquilibre dans la représentation raciale dans la gestion ont été trouvés.Malgré les initiatives, les participants à l'étude restent sceptiques, croyant que le problème est profondément enraciné dans la culture organisationnelle et les valeurs de ceux au pouvoir. Ils considèrent que les solutions proposées, telles que l'établissement d'un Secrétariat anti-racisme ou l'exigence de compétence interculturelle pour devenir un cadre, pourraient avoir peu d'impact concret contre le racisme systémique. Les travailleurs ont également noté que les ressources déployées jusqu'à présent sont "temporaires et insuffisantes", et les initiatives sont "sous-financées".

#### Traitement différentiel entre les bureaux des visas
Le 16 mars 2022, un article de Susan Korah a souligné les critiques envers le gouvernement canadien pour le traitement différentiel dans ses programmes, en fonction de l'origine géographique. Alors que l'aide aux réfugiés ukrainiens a été largement saluée, les défenseurs des droits des réfugiés et les Canadiens du Sud global ont souligné une politique apparemment discriminatoire envers d'autres groupes. Malgré la croyance partagée qu'un immigrant mérite protection quel que soit sa race, son ethnicité ou les dynamiques politiques qui l'ont forcé à fuir, ces communautés observent avec des émotions mitigées l'accueil de plus d'un million d'Ukrainiens, reflétant un traitement préférentiel en contraste avec leurs propres expériences marquées par des obstacles à la sécurité.
Une étude, menée au Québec, Canada, entre le avril 2002 et le 31 mars 2011, a examiné les résultats de la réunification familiale pour 1 395 enfants noirs. Les résultats ont indiqué que ces enfants étaient moins susceptibles de vivre une réunification familiale par rapport aux autres enfants.La discrétion accordée aux agents d'immigration et la préférence dans le système de points pour les candidats hautement éduqués maîtrisant le français ou l'anglais, plus susceptibles de provenir de pays majoritairement blancs et "développés", indiquaient que la discrimination persistait. L'introduction d'une politique non discriminatoire était également vue comme le résultat du besoin croissant du Canada en main-d'œuvre et en compétences que les pays européens traditionnels ne pouvaient plus fournir.La critique des politiques d'immigration du Canada, en particulier des pays des Caraïbes, montrait la préférence continue pour les immigrants des pays qui avaient historiquement fourni des immigrants, malgré l'abolition formelle de la discrimination raciale. L'utilisation de stéréotypes péjoratifs pour décrire les immigrants potentiels des Caraïbes et la justification de la discrimination dans l'application administrative des règlements révélaient une persistance du racisme et de la discrimination dans les politiques d'immigration du Canada.
Edvard Destin, un citoyen haïtien résidant au Québec depuis 2018, rencontre des difficultés pour réunir ses enfants de quatre et onze ans restés en Haïti à la suite du décès de sa femme il y a dix mois. Malgré avoir informé Immigration Canada du décès de sa femme, le processus de mise à jour du dossier n'a pas été correctement effectué, retardant le traitement de la demande de résidence permanente pour ses enfants. Destin a fait de nombreuses tentatives pour communiquer avec l'autorité d'immigration, soumettant les documents requis et demandant une assistance juridique et politique, mais sans succès pour faire avancer le processus.La situation des enfants est particulièrement précaire puisque la personne qui s'en occupe en Haïti doit quitter le pays, mettant leur sécurité en danger. Destin a envisagé de retourner en Haïti pour ramener ses enfants, malgré le danger que cela représente en raison de la violence dans la région où vivent les enfants. De plus, Destin a demandé l'asile au Québec en 2018 et a obtenu sa résidence permanente en mars 2022 grâce à un programme pour les travailleurs de la santé qui ont fourni des services pendant la pandémie de Covid-19. Depuis, il tente de parrainer l'arrivée de sa femme et de ses enfants.
Le graphique suivant présente les données sur les demandes de visa de résident temporaire pour les conjoints et partenaires à l'étranger, traitées jusqu'au 7 novembre 2020. Il fournit une répartition par les dix principales nationalités des demandeurs, indiquant le nombre de demandes approuvées et rejetées, ainsi que le taux de rejet correspondant.

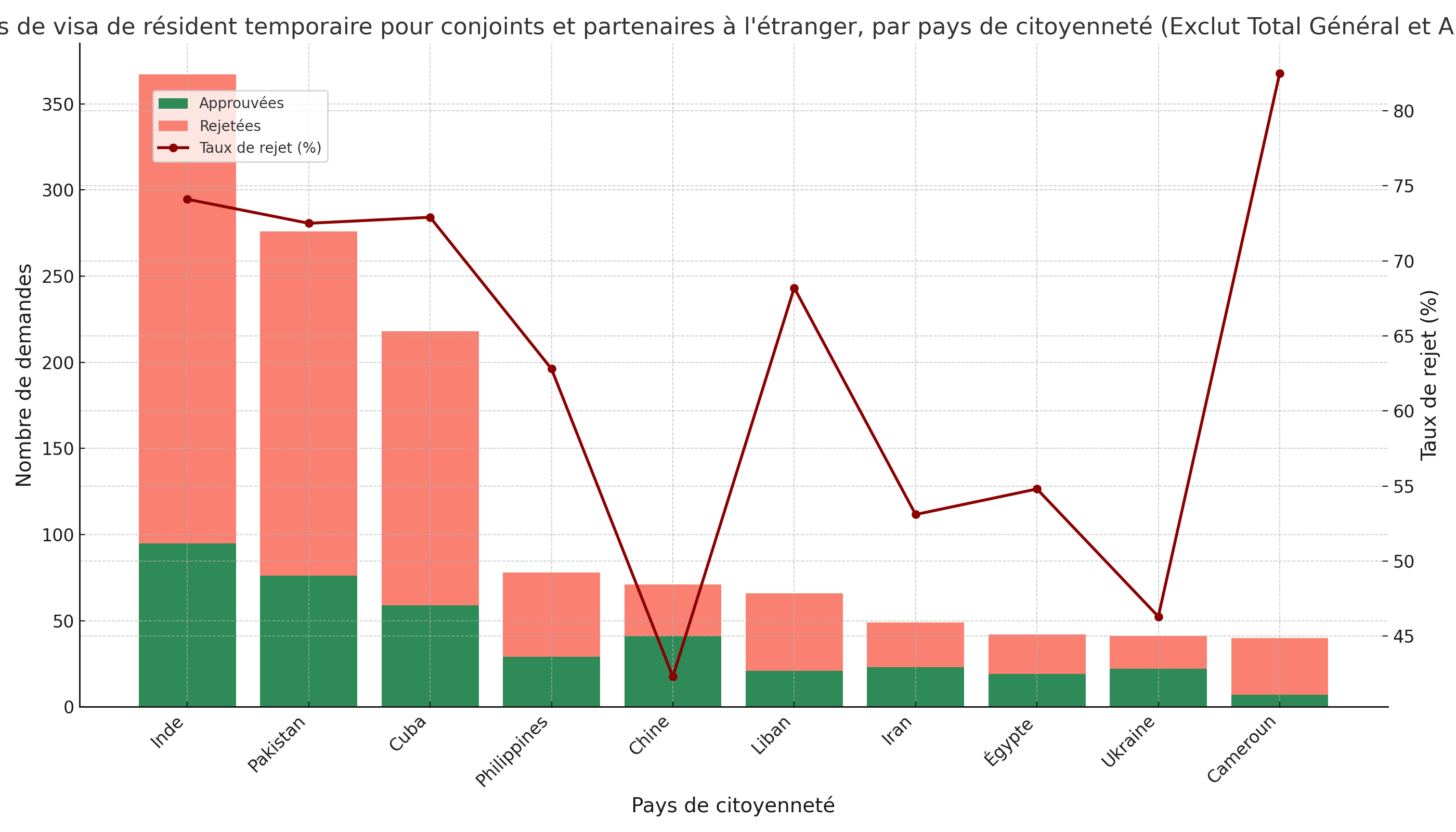
Nombre de demandes de visa de résident temporaire approuvées et rejetées pour les conjoints et partenaires à l'étranger dans l'inventaire des traitements, réparties par les 10 principaux pays de citoyenneté en date du 7 novembre 2020, en personnes.
Source : Steven Meurrens @smeurrens. Tweets sur le droit et la politique d'immigration canadienne..

### Incohérences dans le processus de parrainage familial
Le système d'immigration du Québec, partie intégrante des politiques d'immigration du Canada, présente certaines incohérences qui affectent les citoyens et les résidents permanents intéressés à parrainer leurs membres de famille, y compris conjoints, enfants ou parents. Bien que le parrainage des êtres chers soit autorisé, les processus associés peuvent s'étendre sur plus de trois ans, amenant beaucoup à demander des visas de visiteur comme mesure intérimaire pour faciliter la réunion familiale pendant l'attente. Cependant, ces demandes de visa de visiteur sont souvent refusées en raison de la perception d'un lien familial fort au Canada, considéré comme un facteur de risque pour une immigration permanente non planifiée, exacerbant ainsi l'isolement et l'éloignement familial,,.L'avocat en immigration, Yves Martineau, avertit que les temps d'attente pourraient s'allonger encore davantage, soulignant l'écart entre les politiques actuelles et les objectifs de réunification familiale établis dans la loi d'immigration du Québec.
Pour les conjoints de citoyens ou résidents, il est possible d'obtenir un visa de travail temporaire en attendant que le processus de parrainage soit complété. Cependant, cette option n'est viable que si le demandeur se trouve déjà sur le territoire canadien. Le paradoxe survient lorsque ceux cherchant à entrer au Canada pour se réunir avec leur conjoint se voient refuser leur visa de visiteur en raison de leur mariage avec un résident ou citoyen canadien, ce qui, en pratique, les empêche d'accéder au visa de travail temporaire proposé,,. Cet ensemble de circonstances crée une situation difficile où, malgré les dispositions pour la réunification familiale, les politiques actuelles peuvent forcer les familles à rester séparées pendant de longues périodes,,.
La réunification familiale au Québec a considérablement diminué, passant de 13 896 en 2021 à 12 904 en 2022, et devrait se maintenir entre 10 200 et 10 600 pour 2023 et 2024. Cette réduction indique une possible priorisation d'autres catégories d'immigration et des ajustements dans les politiques provinciales d'immigration, se stabilisant à des niveaux plus bas mais cohérents avec ceux de 2022.
| Admissions régulières                                                                                             | 2021   | 2022   | PLAN 2023 MIN. | PLAN 2023 MAX. | PRÉVISIONS 2023 MIN. | PRÉVISIONS 2023 MAX. | PLAN 2024 MIN. | PLAN 2024 MAX. |
| --- | ------ | ------ | -------------- | -------------- | -------------------- | -------------------- | -------------- | -------------- |
| Immigration économique                                                                                            | 26 854 | 45 532 | 32 000         | 33 900         | 31 700               | 34 500               | 31 000         | 32 900         |
| Travailleurs qualifiés                                                                                            | 25 042 | 40 055 | 28 000         | 29 500         | 27 400               | 30 100               | 29 800         | 31 500         |
| Entrepreneurs | 1 686  | 5 196  | 4 000          | 4 300          | 4 300                | 4 300                | 1 200          | 1 300          |
| Autres catégories économiques                                                                                     | 126    | 281    | 0              | 100            | 0                    | 100                  | 0              | 100            |
| Réunification familiale                                                                                           | 13 896 | 12 904 | 10 200         | 10 600         | 10 600               | 11 000               | 10 200         | 10 600         |
| Réfugiés et situations similaires                                                                                 | 7 284  | 7 809  | 6 900          | 7 500          | 5 300                | 6 600                | 6 900          | 7 500          |
| Réfugiés sélectionnés à l'étranger                                                                                | 1 600  | 3 755  | 4 400          | 4 700          | 2 400                | 2 800                | 3 500          | 3 800          |
| Réfugiés parrainés par l'État                                                                                     | 963    | 1 744  | 1 650          | 1 700          | 1 300                | 1 400                | 1 650          | 1 700          |
| Réfugiés parrainés                                                                                                | 637    | 2 017  | 2 500          | 3 000          | 1 100                | 1 400                | 1 850          | 2 100          |
| Réfugiés reconnus sur place                                                                                       | 5 684  | 4 054  | 2 350          | 2 800          | 2 900                | 3 000                | 3 400          | 3 700          |
| Autres immigrants                                                                                                 | 2 241  | 2 459  | 400            | 500            | 800                  | 1 000                | 400            | 500            |
| Total | 50 275 | 68 704 | 49 500         | 52 500         | 48 400               | 53 100               | 48 500         | 51 500         |
| Statistiques |        |        |                |                |                      |                      |                |                |
| Part de la sélection québécoise                                                                                   | 61 %   | 75 %   | 74 %           | 74 %           | 72 %                 | 72 %                 | 72 %           | 72 %           |
| Part de l'immigration économique                                                                                  | 53 %   | 66 %   | 65 %           | 65 %           | 65 %                 | 65 %                 | 64 %           | 64 %           |
| Proportion d'immigrants connaissant le français                                                                   | 69 %   | 68 %   | 66 %           | 66 %           | 66 %                 | 66 %                 | 67 %           | 67 %           |
| Proportion d'immigrants adultes connaissant le français                                                           | 73 %   | 75 %   |                |                | 69 %                 | 69 %                 | 71 %           | 71 %           |
| Proportion de la connaissance du français dans l'immigration économique (demandeurs principaux)                   | 93 %   | 88 %   |                |                | 81 %                 | 81 %                 | 89 %           | 89 %           |
| Proportion des personnes sur place                                                                                | 58 %   | 49 %   |                |                | 42 %                 | 42 %                 | 47 %           | 47 %           |
| Admissions hors des objectifs réguliers (estimation)                                                              |        |        |                |                |                      |                      |                |                |
| Travailleurs qualifiés sélectionnés dans le Programme de l'expérience québécoise, composante "Diplômés du Québec" |        |        |                |                |                      |                      | 6 500          |                |
| Traitement des demandes d'entrepreneurs                                                                           |        |        |                |                | 1 400                | 1 900                | 5 400          | 6 600          |
| Source: |        |        |                |                |                      |                      |                |                |

En analysant le tableau dans son ensemble, on constate que l'immigration au Québec a connu une augmentation significative, passant de 50 275 personnes admises en 2021 à 68 704 en 2022. Cette augmentation est principalement due à une hausse de l'immigration économique, qui a presque doublé, passant de 26 854 à 45 532, reflétant une priorité accordée à l'attraction de travailleurs qualifiés et d'entrepreneurs. En revanche, la catégorie des réfugiés et des situations similaires est restée relativement stable, tandis que la réunification familiale a montré une réduction. Les prévisions et plans pour 2023 et 2024 suggèrent une stabilisation des chiffres totaux dans une fourchette comprise entre 48 500 et 53 100, avec un accent continu sur l'immigration économique. Les statistiques indiquent également un pourcentage élevé d'immigrants connaissant le français, en particulier dans la catégorie économique, ce qui souligne l'importance de la langue dans les politiques d'immigration du Québec.

### Processus de sélection du Québec
Au Québec, le leader de la CAQ, François Legault, a lié de manière controversée l'immigration à la "violence" et à "l'extrémisme". Il a également exprimé son inquiétude quant à la menace que représente l'immigration des non-francophones pour la "cohésion nationale" de la province. Malgré les excuses de Legault pour ses commentaires, le débat sur l'immigration a été décrit comme superficiel, focalisé sur les chiffres et des concepts ambigus tels que la capacité d'intégration de la province. Des experts et universitaires offrent des avis variés sur la question. Pierre Fortin, professeur émérite d'économie à l'UQAM, qualifie le chiffre proposé par Blackburn "d'irraisonnable", avertissant qu'il pourrait conduire à un chaos administratif et encourager des attitudes xénophobes et racistes envers les immigrants.D'autre part, Mireille Paquet, professeure de science politique à Université Concordia, remet en question cette théorie, indiquant que la recherche ne fournit pas de réponses définitives et que les réactions négatives contre les immigrants ne sont pas tant dues à leur nombre qu'aux sentiments d'insécurité parmi la population non-immigrante, sentiments qui peuvent être exacerbés par des politiques publiques telles que les coupes dans les services sociaux.
Diverses organisations de défense des droits de l'homme et de soutien aux immigrants ont exprimé leur alarme face aux déclarations faites par des membres du gouvernement de la Coalition avenir Québec, les accusant de contribuer à un climat d'anxiété en attribuant la crise des services publics aux immigrants. Cette situation a été comparée par certains critiques à une « tendance extrêmement préoccupante de populisme xénophobe » observée en Europe et dans d'autres parties du monde. France-Isabelle Langlois, directrice d'Amnesty International Canada, a exprimé son indignation, en particulier face aux commentaires faits par le ministre de la Langue française, Jean-François Roberge, qui a affirmé que l'"identité québécoise" est menacée par les immigrants, ce qui a été interprété comme un discours incitant à la haine et à la xénophobie.

#### Politique de quotas du gouvernement François Legault

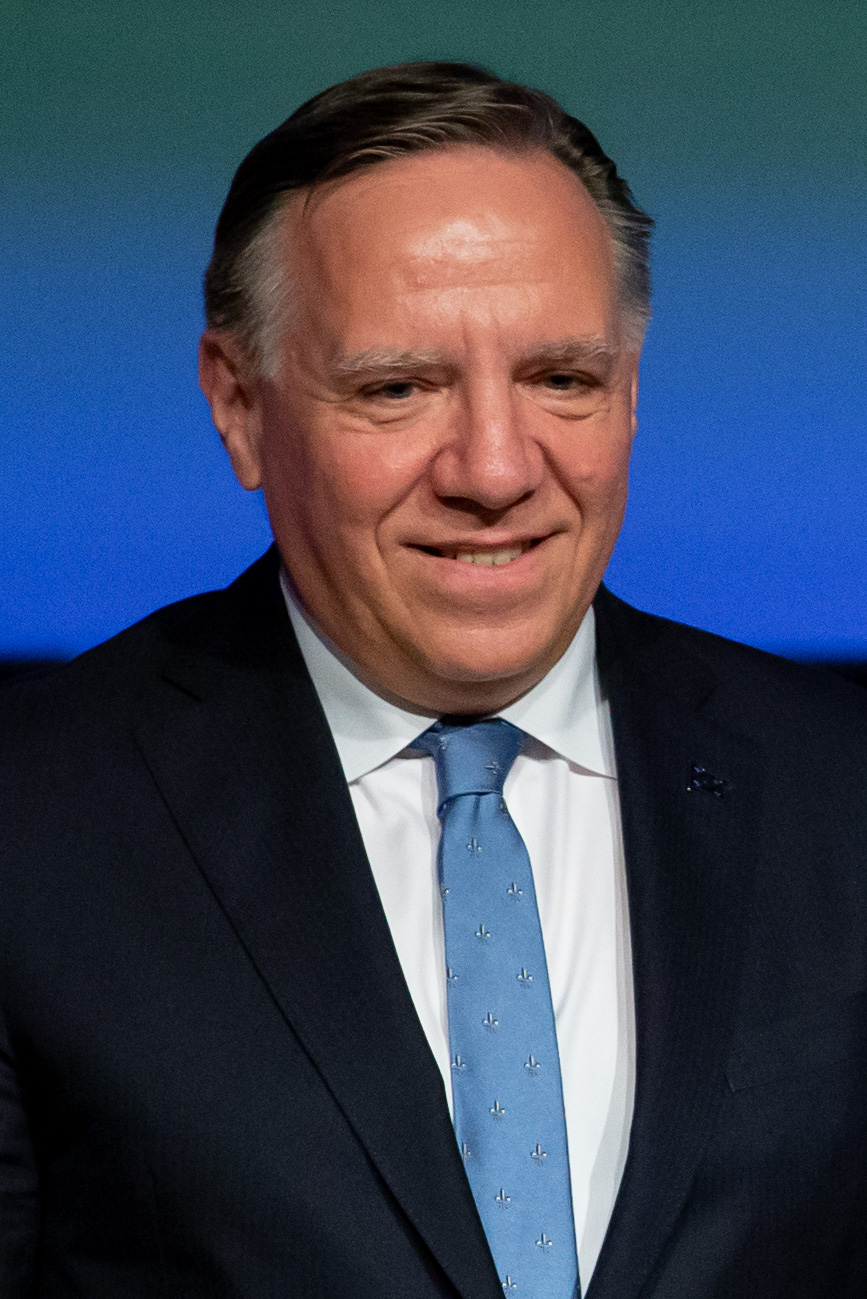
François Legault, leader de la CAQ

L'aspect le plus critique de cette situation est le nombre limité d'admissions annuelles fixé par le gouvernement de François Legault, environ 10 400, malgré un inventaire de près de 40 000 dossiers en attente. Cette limitation crée un goulot d'étranglement significatif, entraînant un arriéré de dossiers et un grand désarroi parmi les couples affectés.Selon Me Lapointe, le gouvernement provincial, sous l'Accord Canada-Québec spécifiant le rôle de chaque niveau de gouvernement en matière d'immigration, n'a pas l'autorité d'imposer un quota dans la catégorie de réunification familiale. Cependant, en ne traitant que le nombre de cas souhaité par le gouvernement Legault, Ottawa violerait également les termes de cet accord.

#### Disparité dans les demandes et les admissions
Cela a causé l'incapacité du gouvernement fédéral d'accélérer le traitement des demandes sans dépasser les quotas fixés par le gouvernement Legault.Les temps d'attente pour parrainer un conjoint vivant à l'étranger ont doublé par rapport aux autres provinces canadiennes, passant de 33 à 41 mois, presque trois ans, alors que dans d'autres provinces, ils restent à 13 mois. Cette augmentation des temps d'attente est due à une limite du nombre d'espaces disponibles pour la réunification familiale au Québec, causant l'augmentation du nombre de familles en attente, atteignant 38 800 en juillet 2023.
La politique d'immigration du gouvernement du Québec pour la période 2024-2027 a dépriorisé la catégorie de réunification familiale, suscitant des inquiétudes en raison de quotas restrictifs et de longs délais de traitement. Selon des données révélées, il existe une disparité notable entre les quotas annuels fixés (entre 10 400 et 11 000) et le nombre actuel de demandes en attente (38 400, selon Radio-Canada), gérées à la fois par Immigration, Réfugiés et Citoyenneté Canada (IRCC) et le Ministère de l'Immigration, de la Francisation et de l'Intégration du Québec (MIFI). En date du 5 décembre, les temps de traitement pour les demandes au Québec ont montré une augmentation significative, avec 41 mois pour les demandes externes, comparativement à 12 mois pour le reste du Canada.
Une enquête commandée par Québec réunifié visait à identifier les caractéristiques démographiques des individus impliqués dans le processus de réunification familiale pour les conjoints ou partenaires, fournissant un aperçu détaillé aux autorités du MIFI. L'enquête a été menée en ligne, du 2 au 5 décembre 2023, avec la participation de 230 répondants ayant des demandes de réunification de conjoint ou partenaire en cours, tous âgés de plus de 18 ans. L'enquête, d'une durée de 10 minutes, a été rédigée et analysée par Nathalie Coursin, avec une décennie d'expérience en recherche de marché en France et au Québec.Les résultats de l'enquête, bien que non probabilistes en raison de sa nature d'invitation en ligne, suggèrent une variabilité dans les temps d'attente, avec les plus longs pour les demandes externes, en moyenne 42 mois au 6 décembre 2023. Cette condition affecte la majorité des demandes de parrainage dans l'étude, avec 65 % du total. Les temps d'attente pour les demandes internes au Québec atteignent 26 mois, en contraste avec 10 à 12 mois pour le reste du Canada.
La plupart des parrains sont des citoyens canadiens souhaitant amener exclusivement leurs partenaires, n'incluant pas les descendants ou ancêtres dans la plupart des cas. De plus, un fort désir d'apprendre le français parmi les parrainés a été observé, avec une proportion significative parlant déjà la langue ou intéressée à l'apprendre avant et après leur arrivée au Québec. Concernant le logement, presque tous les parrains ont rapporté avoir une capacité suffisante dans leurs foyers pour accueillir leurs partenaires. La distribution géographique des partenaires indique une dispersion à travers diverses régions du Québec, non limitée uniquement à Montréal. Enfin, le profil professionnel des parrainés montre une diversité qui promet de contribuer significativement à l'économie du Québec, soulignant le potentiel bénéfique de cette catégorie d'immigration pour le renforcement de la langue française dans la province.

### Théâtre politique entre Québec et Ottawa
La situation politique au Québec semble suivre une tendance mondiale où des leaders comme Matteo Salvini, Viktor Orbán et Donald Trump ont popularisé des discours xénophobes dans des régions où ils manquaient auparavant d'influence. C'est un rappel que le Québec, terre traditionnellement accueillante pour les immigrants, fait face à de nouveaux défis dans le paysage politique contemporain. Alors que le Canada cherche à renforcer son engagement envers l'immigration, prévoyant d'accueillir un nombre record de nouveaux immigrants, ajoutant 1,45 million à sa population de 39 millions d'ici 2023. Même si l'immigration a généré des divisions et la montée de l'extrémisme politique dans d'autres pays occidentaux, le Canada maintient généralement un large consensus sur sa valeur. Cependant, le Québec a été une exception notable, avec des politiciens exacerbant les sentiments anti-immigrants, exploitant les peurs des électeurs franco-québécois sur la perte de leur identité culturelle.

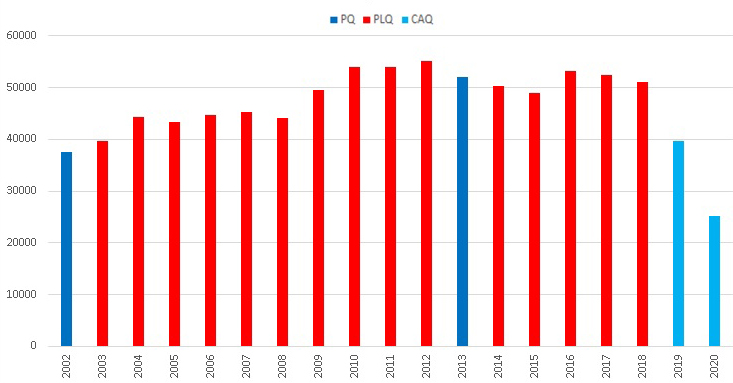
Nombre d'immigrants reçus au Québec selon le gouvernement en place de 2002 à 2020

Le gouvernement du Québec déploie une stratégie complexe visant à gagner la faveur des électeurs et à consolider le soutien de différents secteurs de la population. Cette stratégie se manifeste dans l'interaction dynamique entre discours politiques, décisions administratives et actions légales, toutes visant à répondre aux préoccupations des citoyens et à façonner l'opinion publique. Dans ce scénario, les politiciens et les partis politiques s'efforcent de se présenter comme des défenseurs des intérêts des citoyens, que ce soit en plaidant pour une plus grande autonomie dans les décisions de politique d'immigration, comme dans le cas du Québec, ou en cherchant à accélérer les processus de réunification familiale pour alléger les situations humanitaires, comme le fait le gouvernement du Canada. Les deux niveaux de gouvernement utilisent ces questions comme véhicules pour démontrer leur engagement envers les besoins et désirs de leurs électeurs, aboutissant souvent à un acte d'équilibre entre l'affirmation de leur autorité et compétences, et la réponse efficace aux demandes sociales.
La dispute entre le gouvernement du Québec et le gouvernement fédéral du Canada sur les objectifs d'immigration s'est intensifiée au point où certaines voix ont suggéré de tenir un référendum sur la question. Cette situation a été déclenchée à la suite de l'annonce d'Ottawa de traiter environ 20 500 demandes de résidence permanente en attente dans le programme de réunification familiale du Québec. Le Québec a répondu en alléguant que le gouvernement fédéral dépasse ses compétences.
La ministre de l'Immigration du Québec, Christine Fréchette, a accusé son homologue fédéral, Marc Miller, de s'engager dans « une confrontation avec les compétences du Québec » en menaçant de dépasser les limites fixées par le Québec dans le domaine de la réunification familiale. Cette accusation découle de la décision de Miller d'augmenter, si nécessaire, le seuil pour cette catégorie d'immigration, afin d'accélérer le traitement des demandes au Québec, où les délais sont presque trois fois plus longs que dans le reste du Canada pour parrainer un conjoint vivant à l'étranger.
Miller a justifié sa décision en citant « un devoir moral de trouver une solution à ce problème » et a annoncé sa décision d'instruire son ministère de traiter les demandes de résidence permanente des demandeurs de réunification familiale qui ont reçu un Certificat de sélection du Québec (CSQ), soit environ 20 500 demandes au 31 janvier 2024. Cette démarche a été critiquée par Fréchette comme inacceptable, arguant que le Québec seul détermine ses objectifs d'immigration permanente et qu'une telle décision aurait un impact significatif sur les limites de l'immigration permanente du Québec.Inversement, la décision de Miller a été accueillie avec soulagement par des milliers de familles en attente, qui faisaient face à de longs délais de réunification familiale. Des organisations et individus affectés ont exprimé leur espoir que cette mesure puisse mener à des résultats concrets et à une résolution finale de la crise. Pendant ce temps, des figures politiques de diverses inclinations ont partagé leurs perspectives, critiquant ou soutenant les actions des deux ministres.

### Sentiment anti-immigrant

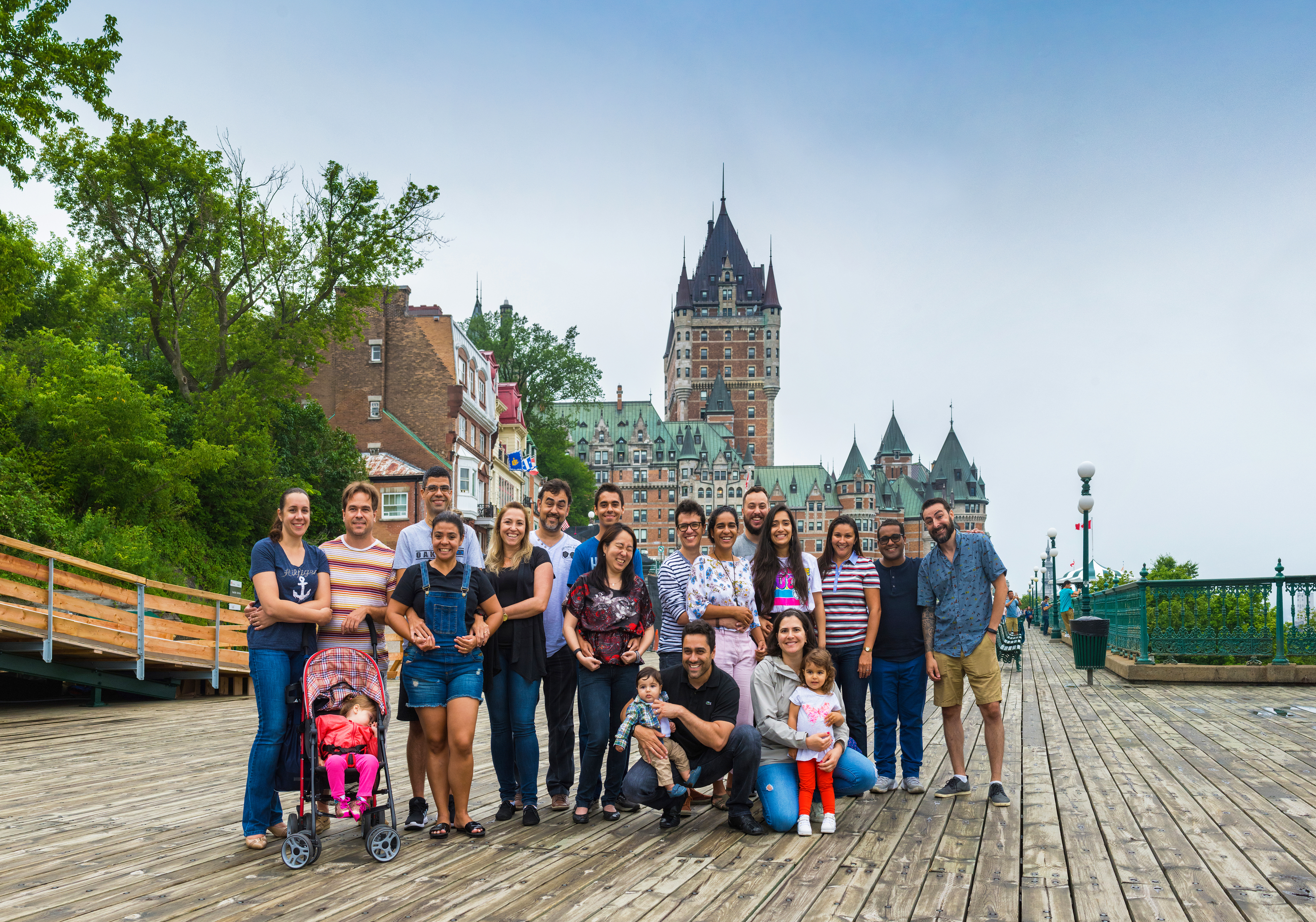
Familles immigrantes du Brésil, qui se sont installées à Québec, Canada, après avoir été sélectionnées pour leurs qualifications pour des professions nécessitant la connaissance du français.

Au Québec, le sentiment anti-immigrant a augmenté au cours des cinq dernières années, une situation exacerbée par un gouvernement de la CAQ qui a traité de manière irresponsable l'immigration comme une menace constante pour l'identité et la langue québécoises. Cette diabolisation persiste, malgré le fait que, à l'exception de Montréal, le Québec est la province la moins diversifiée sur le plan racial au Canada et que le français reste la première langue officielle parlée par plus de 90 % de la population dans la plupart des régions du Québec. Contrairement aux États-Unis, où l'immigration est citée comme la principale raison du fort redressement économique, surtout dans la récupération de l'impact économique de la pandémie, le gouvernement provincial du Québec insiste pour traiter l'immigration uniquement comme un problème, et non comme partie de la solution.
Certains ont suggéré que le Québec a besoin de son propre moment de Lysistrata - une grève ou un boycott pour rappeler au gouvernement et aux citoyens du Québec à quel point la société et l'économie dépendent des immigrants, ainsi que des travailleurs étrangers temporaires et des demandeurs d'asile, dans des secteurs tels que la santé, l'agriculture, la production alimentaire, les usines, les entrepôts et de nombreux services de première ligne.La CAQ a montré un manque d'empathie et une reconnaissance basique de la dépendance à la fois à la migration temporaire et permanente. Le premier ministre Legault continue de politiser sur le dos d'individus souvent vulnérables et moins vocaux, qui sont trop occupés à survivre ou craignent que la critique puisse mettre en péril leurs demandes d'asile ou demandes de résidence permanente ou même leurs emplois, souvent directement liés à leur statut de travailleurs temporaires.
Sous prétexte de protéger la langue, politiciens et commentateurs traitent les travailleurs essentiels comme des êtres jetables, leur attribuant souvent les pires motifs. Récemment, le gouvernement a même décidé de dépenser de l'argent public pour contester le droit des demandeurs d'asile, qui travaillent dans des emplois essentiels, d'avoir accès à des garderies subventionnées.Le gouvernement de la CAQ a montré une longue histoire de mauvais traitements envers les immigrants. Il a tenté de jeter 18 000 demandes de travailleurs qualifiés sans considérer leur impact. Il a refusé d'élargir un programme fédéral spécial pour régulariser davantage d'"anges gardiens" et de nombreux demandeurs d'asile qui ont travaillé sans relâche pendant la pandémie pour assurer le fonctionnement des hôpitaux, restaurants, entrepôts et CHSLD au Québec.
L'ancien ministre de l'Immigration du Québec, Jean Boulet, a également parlé des immigrants comme des personnes qui "ne s'intègrent pas, ne travaillent pas, ne parlent pas français", sans statistiques pour soutenir de telles affirmations.Actuellement, la CAQ refuse obstinément d'augmenter ses quotas annuels d'immigration pour des raisons politiques, tout en augmentant hypocritement les travailleurs temporaires, compromettant gravement les demandes de réunification familiale pour de nombreux Québécois et leurs partenaires étrangers, et créant des retards de traitement trois fois plus longs que dans le reste du pays.
En octobre 2023, lorsque le gouvernement canadien a annoncé qu'il ouvrirait la porte à 11 000 personnes de Colombie, Haïti et Venezuela ayant de la famille immédiate ici, le gouvernement de la CAQ a clairement indiqué qu'il se retirait du programme, empêchant de nombreux Québécois haïtiens de faire venir leurs proches.La présence d'immigrants et de demandeurs d'asile a été liée de manière irresponsable par ce gouvernement à la crise du logement, de l'éducation, de la santé et au manque de places en garderie. Malgré les lacunes, au lieu de prendre la responsabilité de ne pas avoir alloué adéquatement les fonds et espaces promis, le gouvernement a choisi de détourner l'attention, stigmatisant les immigrants et demandeurs d'asile, conduisant à une plus grande marginalisation et ressentiment envers des personnes dont cette province bénéficie quotidiennement,.
Les immigrants au Québec sont des enseignants, médecins, propriétaires de dépanneurs, travailleurs de garderies, chauffeurs de bus, infirmières, ingénieurs chez Hydro-Québec, entre autres. Les travailleurs étrangers temporaires soutiennent le secteur agricole du Québec. Les étudiants internationaux occupent des emplois de service subalternes dans les hôtels du centre-ville, les cuisines de restaurants, les magasins de détail et les chaînes de restauration rapide, les endroits qui affichent constamment des panneaux à la recherche d'employés. Les demandeurs d'asile travaillent comme agents de nettoyage et assistants personnels dans les CHSLD (établissements de soins de longue durée) et les hôpitaux. Si ces individus s'arrêtaient simplement, l'économie s'arrêterait brusquement.Il est possible que ceux qui réclament actuellement la déportation ou la relocation vers une autre province ou la prévention des demandes d'asile cessent finalement de diaboliser des personnes qui offrent également beaucoup en retour.

## Conséquences

### Arriéré de dossiers en attente
Le ministère de l'Immigration du Québec a exprimé sa compréhension pour le stress que ces retards causent aux familles et a attribué la responsabilité au gouvernement fédéral. La gestion des dossiers après la délivrance des certificats de sélection du Québec relève de la responsabilité du gouvernement fédéral, qui admet les individus selon les objectifs fixés par le Québec. De son côté, le gouvernement fédéral fait face à ses propres problèmes avec des retards significatifs dans ses programmes, comme souligné dans le rapport du Vérificateur général du Canada.Les critiques de l'opposition soutiennent que le gouvernement de Legault a la capacité d'agir pour réduire l'attente pour des milliers de familles. Cependant, avec l'admission maximale presque atteinte, le gouvernement fédéral a du mal à accélérer les demandes sans dépasser les quotas. Cela a conduit à des critiques de la part des porte-paroles de l'immigration de l'opposition, qui suggèrent que les retards continueront d'augmenter et présentent le risque d'actions en justice en raison de retards excessifs.

### Impact sur la santé mentale
L'attente prolongée pour la réunification familiale a soumis de nombreux couples iraniens à un stress psychologique significatif, exacerbant les préoccupations concernant la fertilité et testant la solidité de leurs mariages. Pris dans des retards bureaucratiques dans le traitement de leurs demandes de résidence permanente au Canada, ces couples font face à la dure réalité de vivre séparés pendant des années, conduisant certains à envisager le divorce comme résultat de la tension sur leurs relations. La distance entre les êtres chers pendant le processus de réunification familiale est liée à des conséquences négatives sur le bien-être psychologique, provoquant une augmentation des symptômes de stress post-traumatique et de dépression. De plus, ceux qui ont vécu la séparation font face à des problèmes plus importants après avoir migré par rapport aux individus qui n'ont pas subi de séparation.
Une étude menée par l'Institut Universitaire Jeunes en Difficulté (IUJD), sous la direction de Vanessa Lecompte, Katherine Pascuzzo et Sonia Hélie, et publiée en 2023, a couvert l'étude de 146 familles au Québec ayant subi des processus de réunification. L'étude a mis en évidence comment les perturbations continues dans les relations peuvent avoir des répercussions psychosociales significatives sur les enfants, à court et à long terme. Les chercheurs ont souligné qu'un nombre considérable d'enfants présentent des problèmes d'attachement en raison des ruptures ou du manque de stabilité dans leurs liens d'attachement primaires, rendant la réunification une étape particulièrement sensible.
L'impact émotionnel de cette séparation forcée est profond, avec des rapports d'individus ayant recours à des antidépresseurs pour gérer la détresse psychologique. L'incertitude et l'attente n'ont pas seulement affecté la santé mentale des personnes impliquées, mais ont également eu un impact négatif sur leur carrière et leur stabilité financière, entravant leur capacité à se concentrer et à fonctionner efficacement dans leur vie quotidienne. La communication entre les couples, souvent réduite à des chats vidéo ou des messages textes remplis d'émoticônes pour exprimer leur amour et leur manque, ne peut pas remplacer l'intimité et le soutien émotionnel d'être physiquement ensemble.
Le collectif Québec réunifié, qui regroupe plus de 1 800 familles et est soutenu par un large éventail de sympathisants, a publié une lettre ouverte adressée à Christine Fréchette, ministre de l'Immigration, lui demandant son attention et son action concernant la situation prolongée à laquelle font face des milliers de familles québécoises dans le domaine de la réunification familiale. Ce collectif représente une diversité de citoyens et de résidents permanents de toutes les régions du Québec. En décembre 2023, 38 600 familles étaient signalées comme étant affectées par les temps d'attente prolongés dans les processus de réunification familiale, où les parrains sont des citoyens canadiens ou des résidents permanents. La lettre souligne la disparité alarmante dans les temps d'attente pour la réunification familiale au Québec, pouvant atteindre jusqu'à 42 mois, en contraste avec les 10 à 12 mois observés dans d'autres provinces canadiennes. Ce délai, selon le collectif, a des conséquences dévastatrices sur le bien-être émotionnel et physique des familles affectées, incluant la séparation familiale prolongée et la détérioration significative de la santé mentale. Une enquête sur la santé mentale menée par le collectif sur 408 familles dans le processus de parrainage au Québec, soutenue par les docteurs Sacha Sidani et David Edward-Ooi Poon et utilisant l'indice de santé mentale de l'INSPQ, a révélé que 97 % des répondants présentent des symptômes de dépression clinique et 73 % manifestent de l'anxiété.
| Maladie ou Problème Psychologique                    | Causes Liées à la Séparation Familiale                                                                        | Effets Observés                                                                  | Cas Exemplaires                              |
| ---------------------------------------------------- | --- | -------------------------------------------------------------------------------- | -------------------------------------------- |
| Stress Psychologique                                 | Retards dans le processus de réunification familiale ; Bureaucratie dans les demandes de résidence permanente | Augmentation de la tension conjugale ; Considération du divorce                  | Général chez les couples iraniens            |
| Dépression                                           | Incertitude et attente prolongée ; Impact émotionnel de la séparation forcée                                  | Utilisation d'antidépresseurs ; Détérioration significative de la santé mentale  | Collectif Québec réunifié                    |
| Anxiété                                              | Séparation des êtres chers ; Processus de réunification incertains et longs                                   | Manifestations cliniques d'anxiété chez les adultes                              | Enquête sur 408 familles par Québec réunifié |
| Stress Post-Traumatique                              | Expériences traumatisantes associées à la séparation et à la migration                                        | Symptômes de stress post-traumatique chez les immigrants                         | -                                            |
| Problèmes d'Attachement                              | Perturbations dans les relations primaires durant l'enfance à cause de la séparation                          | Difficultés d'attachement chez les enfants ; Problèmes relationnels à long terme | Étude de l'IUJD sur 146 familles             |
| Impact Émotionnel et Développemental sur les Enfants | Périodes prolongées de séparation ; Obstacles bureaucratiques et retards                                      | Répercussions sur le développement et le bien-être émotionnel des enfants        | Témoignages aux médias comme La Presse       |
| Problèmes Financiers et Stress Émotionnel            | Coûts légaux et de traitement ; Obstacles bureaucratiques significatifs                                       | Difficultés financières ; Augmentation du stress émotionnel et psychologique     | Cas de Shirin et Mana                        |
| Conséquences Potentiellement Mortelles               | Retards dans la réunification ; Situations à risque dans les pays d'origine                                   | Perte de proches pendant l'attente                                               | Histoires de Mindondo et Shambuyi            |
| Désespoir et Incertitude                             | Longs temps d'attente ; Critères d'évaluation stricts et rejets de visa                                       | Sentiments de désespoir ; Incertitude quant à la sécurité des êtres chers        | Cas de Joane Alexandre et Ralph Alcide       |

### Avortement non désiré
Une situation qui a mis en évidence les tensions dans les systèmes d'immigration du Canada et les potentielles allégations de discrimination concerne l'expérience de Laurianne Lachapelle. Cette citoyenne québécoise attend depuis plus d'un an que son mari, originaire du Guatemala, arrive au Canada par le biais d'un programme de parrainage. En raison des longs délais d'attente, Laurianne s'est retrouvée à reconsidérer sa résidence au Québec et à faire face à des décisions personnelles extrêmement difficiles, y compris l'avortement.
Lachapelle s'est mariée avec un Guatémaltèque en janvier 2022. En août de la même année, elle a soumis une demande dans le cadre du programme de parrainage d'un conjoint ou partenaire vivant à l'étranger. À l'origine, le délai d'attente estimé était de 13 mois, mais un an plus tard, cette période a doublé, atteignant au moins 24 mois.
Selon les données fournies par le Journal de Montréal en juillet, environ 37 000 demandes de parrainage préalablement approuvées par le Québec étaient en attente de traitement. Cela contraste avec un objectif annuel d'admission d'environ 10 600 personnes.Face au retard et à l'incertitude de l'arrivée de son mari, et après être devenue enceinte, Lachapelle a pris la douloureuse décision d'avorter. Elle a expliqué : "Ce n'était pas mon choix, car si mon mari avait eu l'opportunité de venir au Québec, notre famille aurait commencé maintenant. Je ne pouvais pas imaginer vivre ma grossesse seule. C'est quelque chose que nous voulions vivre ensemble. J'y pense tous les jours et cela fait mal. C'était un choix terrible que j'ai dû faire."

### Risque pour les couples LGBTQ+

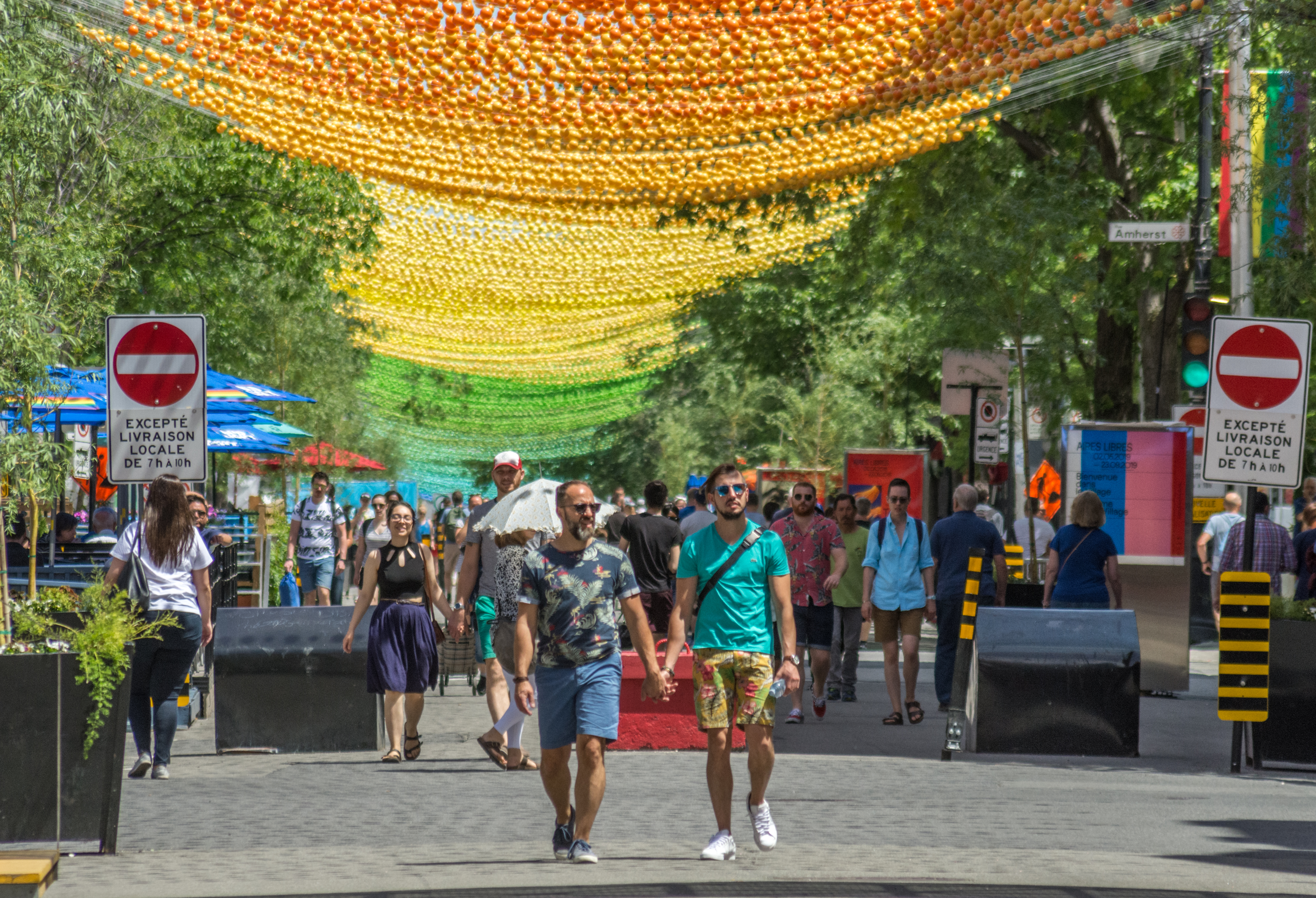
Rue Sainte-Catherine, un havre pour la communauté LGBT à Montréal

Les complications dans les processus de réunification familiale au Québec affectent de manière disproportionnée les couples LGBTQ+, les exposant à des risques plus grands. Des études et des rapports ont mis en évidence des cas spécifiques qui illustrent les barrières supplémentaires et la discrimination auxquelles ces couples sont confrontés, soulignant le besoin urgent d'adapter les procédures de réunification pour garantir leur sécurité et leur bien-être,. Certains couples LGBTQ+, choisissent de garder un profil bas en raison du risque auquel leurs partenaires étrangers sont confrontés, qui vivent dans des pays aux lois et attitudes hostiles envers les relations LGBTQ+. Ce phénomène a été souligné par la coordonnatrice de la campagne Québec réunifié, Marie-Gervaise Pilon, qui indique que ces couples sont des "victimes invisibles" en raison des dangers aux
quels ils font face. Un exemple est Aly et Sandy (noms fictifs), un couple marié composé d'une citoyenne franco-québécoise et de sa conjointe russe. Ils se sont rencontrés en 2019 et se sont mariés en 2021, décidant de déménager au Québec pour poursuivre leurs études. Tous deux travaillent dans le secteur de la santé et ont contribué à la société québécoise, faisant face à un stress important en raison des retards dans le traitement de leur demande de parrainage, compliquant leur capacité à voyager et augmentant leur incertitude quant à l'avenir.
Un autre cas est celui de Xavier (nom fictif), qui est en relation avec Frank (nom fictif), un résident du Maroc, où les activités sexuelles consensuelles entre personnes de même sexe sont interdites et criminalisées. La séparation prolongée et l'anxiété associée ont profondément affecté le bien-être émotionnel de Xavier, l'amenant à envisager la possibilité de déménager dans une autre province pour accélérer le processus de réunification.
L'avocat en immigration Maxime Lapointe a intenté une poursuite contre le gouvernement du Québec pour les retards excessifs dans le traitement des demandes de réunification familiale des couples LGBTQ+, arguant que l'Accord Canada-Québec sur l'immigration ne permet pas au Québec d'imposer un quota dans cette catégorie, qui relève de la compétence fédérale, et critiquant le gouvernement pour jouer avec la vie des gens.De plus, l'expérience de Jean-Sébastien Gervais et de son mari Paolo, qui vit aux Philippines, est relatée. Malgré les barrières légales et les défis logistiques, le couple s'est marié au Costa Rica et attend maintenant le traitement de leur demande de résidence permanente, tandis que Gervais travaille à distance pour être avec son époux.

### Sécurité compromise pour les demandeurs en zones de conflit

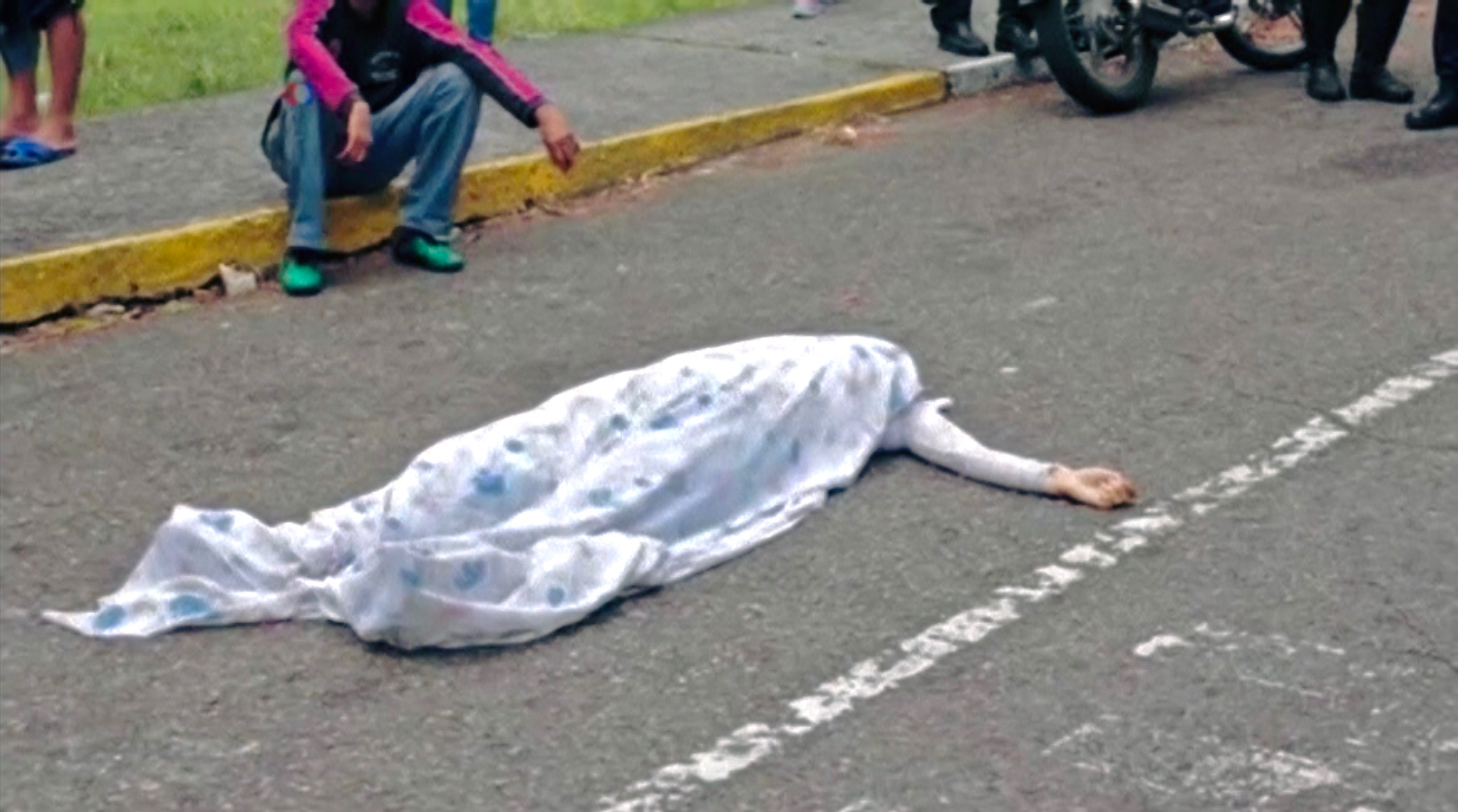
Le corps de Paola Ramírez après avoir été tuée lors des manifestations de 2017 au Venezuela.

Les demandeurs provenant de pays en conflit ou en situation dangereuse font face à des défis significatifs dans le processus de réunification familiale au Québec. L'histoire d'individus comme Joanne Alexandre en Haïti met en évidence l'intersection critique entre la migration forcée et les politiques de réunification, prouvant un risque clair pour la sécurité et la vie des demandeurs sous ces conditions extrêmes,. Les demandeurs, tant ceux au Canada que leurs membres de famille à l'étranger, doivent subir des examens médicaux dont les résultats sont valides pendant un an. Si des retards supplémentaires surviennent dans le traitement, ces examens peuvent expirer et doivent être refaits, ajoutant d'autres retards au processus. Cette situation est évidenciée dans le cas de Subha, qui a dû attendre plus de cinq ans pour réunir avec son mari, pendant lequel il a dû subir l'examen médical à trois reprises. Un autre aspect critique dans le traitement de la résidence permanente est la nécessité d'établir la relation familiale entre le membre de la famille au Canada et leurs proches à l'étranger. Parfois, les membres de la famille ne peuvent fournir les certificats de naissance et de mariage que CIC souhaite voir en raison de la destruction de documents pendant les conflits armés ou le refus des autorités persécutrices de délivrer de tels documents. Bien que CIC doive vérifier la relation familiale, il existe d'autres types de preuves qui peuvent être utilisés lorsque les documents manquent ou sont considérés insatisfaisants.
Dans certains cas, Immigration, Réfugiés et Citoyenneté Canada (IRCC) demande des tests génétiques pour établir la relation familiale, même si sa politique officielle est de recourir à ces tests uniquement en dernier recours. Le test ADN représente un processus coûteux, chronophage et intrusif, dont le coût doit être supporté par la famille, représentant un obstacle significatif pour ceux qui sont récemment arrivés au Canada et qui envoient éventuellement de l'argent à leurs membres de famille à l'étranger pour les aider à survivre.

### Migration interne due aux frustrations dans le processus
L'insatisfaction concernant le processus de réunification familiale a conduit un nombre croissant de résidents du Québec à envisager la possibilité de déménager vers d'autres provinces ou territoires du Canada. Des témoignages comme celui d'Amandine, publiés dans des médias tels que Le Devoir, et des rapports documentant des cas de fonctionnaires dans cette situation, démontrent les conséquences socioéconomiques et personnelles des lacunes dans le processus de réunification. Ce problème est aggravé par la déclaration de Lachapelle, qui suggère que la véritable menace pour la langue française au Québec n'est pas l'immigration en elle-même, mais l'émigration potentielle des Québécois en raison de la rigidité des politiques d'immigration.
Le témoignage d'Amandine, une Française dont le nom de famille est gardé anonyme par crainte de compromettre son processus d'immigration, traverse une situation similaire. Malgré sa contribution active à la société québécoise, Amandine et son partenaire canadien font face à de longues attentes et à l'incertitude de ne pas pouvoir voyager librement, ce qui les a conduits à envisager la possibilité de déménager dans une autre province canadienne pour échapper à ces restrictions. La politique du Québec, qui impose un processus d'admission plus lent par rapport à d'autres régions du Canada, a poussé de nombreuses personnes comme Amandine à envisager de quitter la province à la recherche d'une solution plus favorable à leurs circonstances.

### Séparation familiale prolongée

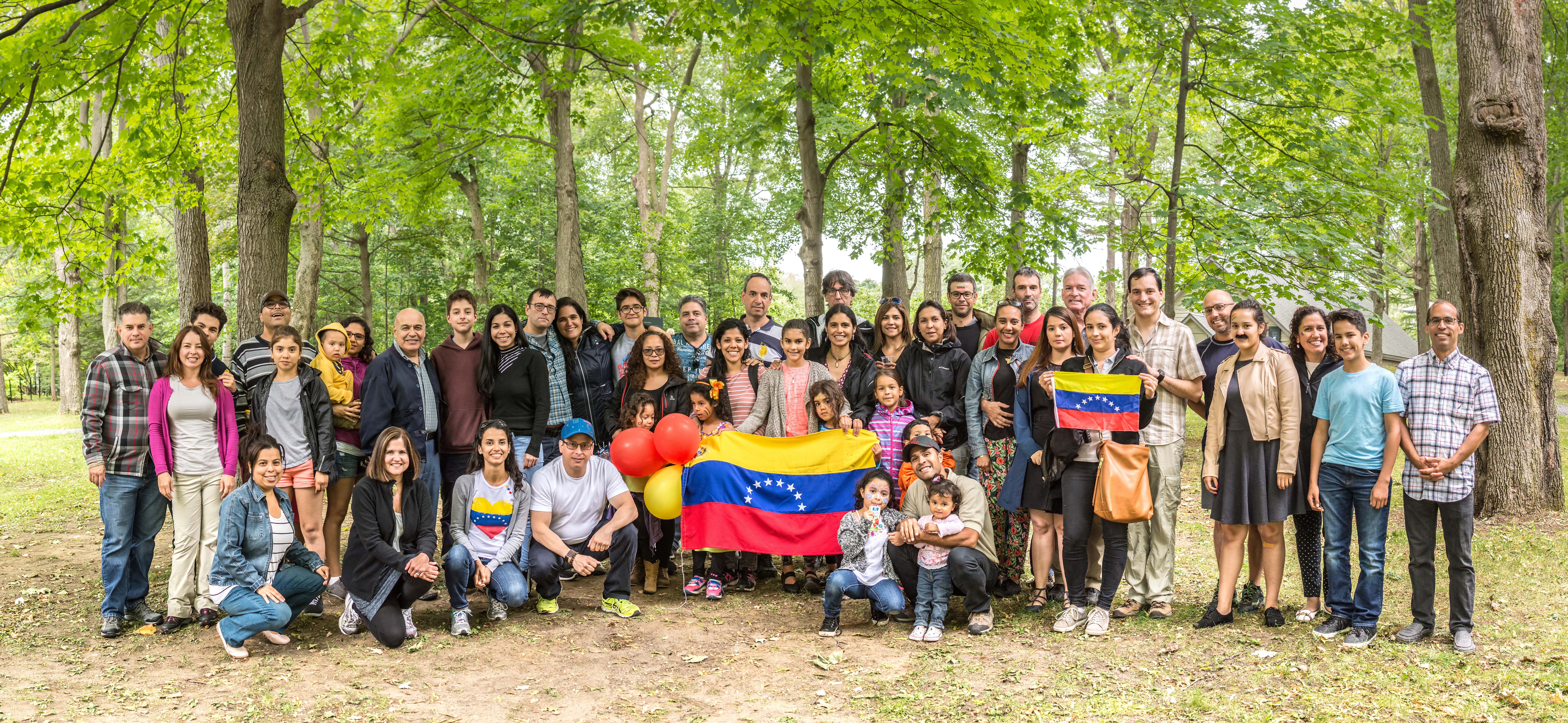
Familles d'immigrés vénézuéliens dans la ville de Québec, certains attendant la réunification

Les retards et les obstacles dans le processus de réunification familiale au Québec entraînent de longues périodes de séparation entre les enfants et leurs parents. Cette situation, mise en évidence dans des témoignages à des médias tels que La Presse, souligne les répercussions émotionnelles et développementales pour les enfants affectés, mettant en lumière l'importance de rationaliser les processus de réunification pour atténuer ces impacts négatifs.
Shirin, une immigrante d'Afghanistan en avril 1998, a demandé la résidence permanente pour elle-même, son mari et ses cinq enfants, vivant une attente prolongée de plus de six ans pour la réunification familiale en raison de l'inadmissibilité de son mari et de la demande subséquente de tests ADN par CIC, qui remettait en question sa maternité. Malgré sa conformité à cette demande coûteuse et émotionnellement lourde, Shirin a continué à faire face à des obstacles dans la réunification avec ses enfants. Cette situation démontre les problèmes financiers supplémentaires et le stress émotionnel rencontrés par les réfugiés dans des processus similaires, comme Mana, qui s'est échappée de son pays d'origine en Afrique centrale et a dû surmonter d'importantes barrières financières et bureaucratiques pour retrouver ses enfants après plus de quatre ans de séparation. Les retards et les demandes confuses ou inutiles de CIC, ainsi que les longs délais d'attente pour les vérifications de sécurité et la difficulté à obtenir des informations claires sur le statut des demandes, compliquent davantage ces processus, exacerbant la souffrance émotionnelle et psychologique des membres de la famille.
Ces séparations prolongées ne sont pas seulement un problème bureaucratique mais ont également de profondes implications émotionnelles et sécuritaires pour les membres de la famille laissés pour compte, souvent dans des situations à risque. L'histoire de Mindondo et la perte tragique de son fils en République démocratique du Congo montrent les conséquences potentiellement mortelles des retards dans la réunification familiale. De même, l'expérience de Shambuyi, dont le fils est décédé en attendant la réunification familiale, souligne le besoin critique de traiter ces demandes plus efficacement et avec une plus grande sensibilité envers les circonstances individuelles. La situation de Joane Alexandre, prise dans un long processus de réunification familiale avec son mari Ralph Alcide et son fils Marveen au Québec, illustre la réalité de milliers de familles affectées par d'importants retards dans les procédures d'immigration au Canada. Avec plus de 18 mois plongée dans ce processus, Alexandre n'a pas vu son fils de 6 ans depuis deux ans, soulignant les profondes conséquences émotionnelles et psychologiques de tels retards, qui ont été exacerbés jusqu'à 42 mois d'attente. Ce scénario est aggravé par l'établissement par le Québec d'une limite quantitative pour la réunification familiale en 2023, environ 10 600 personnes, créant ce qui a été décrit comme un "retard artificiel". Contrairement au Québec, le reste du Canada connaît des temps d'attente nettement plus courts, environ 12 mois.

### Le cas d'Alexandre et Alcide
Le cas d'Alexandre et Alcide est juste un exemple parmi tant d'autres, illustrant le désespoir et l'incertitude auxquels les familles sont confrontées face aux problèmes de sécurité de plus en plus tendus en Haïti. La situation d'insécurité a atteint un point tel que le risque d'enlèvement a empêché leur fils de rendre visite à sa mère. De plus, le processus de réunification familiale est compliqué par les critères d'émission des visas de visiteur, ce qui a résulté en des refus répétés pour Alexandre en raison de ses liens forts avec le Canada. Ce cadre réglementaire et les retards significatifs ont généré des critiques des politiques gouvernementales du Québec et du gouvernement fédéral canadien. Des experts, comme l'avocat en immigration Maxime Lapointe, ont souligné le besoin de plus de transparence et d'efficacité dans le traitement de ces cas. Malgré les promesses de faciliter les demandes de visa pour la réunification familiale, de nombreuses familles continuent de faire face à des refus, contribuant à une situation déjà angoissante.

### Non-respect des obligations internationales
Au niveau international, le concept de protection de l'unité familiale est déduit des instruments internationaux des droits de l'homme, tels que la Déclaration universelle des droits de l'homme de 1948, qui stipule que la famille est l'élément naturel et fondamental de la société et a droit à la protection de la société et de l'État. De plus, le Pacte international relatif aux droits économiques, sociaux et culturels de 1966 souligne que la famille doit bénéficier de la protection et de l'assistance la plus large possible.La législation canadienne a introduit le terme "réunification familiale" en 1976, et bien que le concept de réunion familiale comme méthode d'immigration existe depuis 1908, la Loi sur l'immigration de 1976 a articulé ce concept comme une mesure facilitant la réunion au Canada de citoyens canadiens et de résidents permanents avec des proches venant de l'étranger. La Loi sur l'immigration et la protection des réfugiés de 2002 a un objectif similaire dans son texte : "assurer que les familles soient réunies au Canada".
L'idée que l'immigration de classe familiale repose sur des considérations humanitaires est démystifiée, précisant qu'elle repose en fait sur l'importance de la réunification familiale basée sur les relations familiales. Dans la politique de réunification familiale du Canada, deux thèmes principaux émergent : la tension entre l'immigration purement basée sur la relation familiale et l'immigration pour d'autres raisons, et le débat sur la façon de définir "famille".
Les problèmes entourant les processus de réunification familiale au Québec ont des implications non seulement au niveau national mais soulèvent également des préoccupations concernant la conformité du Canada avec les conventions internationales, en particulier la Convention relative aux droits de l'enfant. Cette non-conformité met en lumière les déficiences dans les politiques migratoires du Québec et la nécessité de réformes alignant ces pratiques avec les normes internationales des droits de l'homme et la protection de l'enfant,.
La question de la séparation forcée des familles au Québec, en particulier dans le contexte des processus prolongés de réunification familiale, touche à des aspects fondamentaux du droit international, surtout ceux concernant les traités internationaux sur les droits de l'homme. La Convention relative aux droits de l'enfant (CRC), adoptée par l'Assemblée générale des Nations Unies en 1989 et ratifiée par le Canada en 1991,stipule dans son article 9 que les États parties doivent veiller à ce qu'un enfant ne soit pas séparé de ses parents contre leur volonté, sauf lorsque les autorités compétentes soumises à une procédure légale et aux normes internationales déterminent que cette séparation est nécessaire pour l'intérêt supérieur de l'enfant. De plus, l'article 10 souligne les droits des enfants et de leurs parents de quitter tout pays, y compris le leur, et d'entrer dans leur propre pays dans le but de la réunification familiale.
Dans ce contexte, la prolongation des processus de réunification familiale au Québec et les politiques migratoires de la province doivent être analysées à la lumière de ces engagements internationaux. La séparation familiale involontaire et prolongée contrevient aux principes fondamentaux de la CRC, en particulier en ce qui concerne la protection contre la séparation des parents sans un processus légal dû et le droit à la réunification familiale. Cet aspect est crucial, car la séparation familiale perturbe non seulement la relation entre parents et enfants mais expose également les personnes affectées à de plus grands risques d'exploitation, d'abus et de négligence, entraînant des conséquences psychosociales néfastes à court et à long terme. Un autre traité pertinent est la Convention sur la protection des droits de tous les travailleurs migrants et des membres de leur famille (1990), qui, bien que non ratifiée par le Canada, établit des normes internationales sur la protection des droits des travailleurs migrants et l'importance de la réunification familiale. Cet instrument souligne la nécessité de prendre des mesures appropriées pour garantir la protection du droit des travailleurs migrants et de leurs proches à vivre ensemble.
D'autres violations potentielles des obligations internationales par le Canada, en particulier en relation avec les processus de réunification familiale au Québec, peuvent inclure :
- Convention contre la torture et autres peines ou traitements cruels, inhumains ou dégradants (1984) : La séparation familiale prolongée et les conditions dans lesquelles elle se produit pourraient être considérées comme un traitement inhumain, surtout lorsqu'elle entraîne une souffrance mentale significative pour les enfants et leurs parents.
- Pacte international relatif aux droits civils et politiques (PIDCP, 1966) : L'article 17 protège contre les ingérences arbitraires ou illégales dans la famille, tandis que l'article 23 reconnaît que la famille est l'unité naturelle et fondamentale du groupe de la société et a droit à la protection de la société et de l'État. La séparation forcée de la famille pourrait être interprétée comme une violation de ces articles.
- Pacte international relatif aux droits économiques, sociaux et culturels (PIDESC, 1966) : L'article 10 reconnaît la protection de la famille, et en particulier des enfants, sans discrimination. L'incapacité de garantir la réunification familiale pourrait être considérée comme un échec à protéger les droits économiques, sociaux et culturels des membres de la famille.
- Déclaration universelle des droits de l'homme (DUDH, 1948) : Bien qu'elle ne soit pas un traité contraignant, la DUDH déclare dans son article 16 que la famille est l'unité naturelle et fondamentale du groupe de la société et a droit à la protection de la société et de l'État. De plus, l'article 25(2) souligne que la maternité et l'enfance ont droit à des soins et à une assistance spéciaux.
- Conventions de l'Organisation internationale du Travail (OIT) liées aux droits des travailleurs migrants et de leurs familles : Bien que le Canada n'ait pas ratifié toutes les conventions de l'OIT, les principes sous-jacents reflètent des normes internationales favorisant la protection et la réunification des familles des travailleurs migrants.

### Perte de main-d'œuvre
Un rapport préparé par Nathalie Coursin pour Québec réunifié révèle le désir des personnes parrainées de s'intégrer pleinement dans la société québécoise, démontré par leur volonté d'apprendre le français et par la diversité de leurs profils professionnels. Ces caractéristiques plaident non seulement en faveur de leur capacité à s'adapter et à s'intégrer mais suggèrent également un potentiel inexploité qui pourrait profiter à l'économie et au tissu social du Québec. De plus, il est observé que la plupart des parrains disposent d'un logement adéquat pour leurs proches, soulignant l'existence d'une infrastructure de soutien pour faciliter cette transition. Cependant, le nombre considérable de demandeurs envisageant de déménager dans d'autres provinces canadiennes, où les processus sont plus agiles, reflète une opportunité de croissance et d'enrichissement que le Québec pourrait manquer.
L'étude aborde non seulement les problèmes opérationnels et bureaucratiques de la réunification familiale mais offre également un aperçu de la diversité et de la richesse que les demandeurs sont prêts à apporter au Québec. Ainsi, elle suggère une réflexion sur la nécessité de rationaliser et d'optimiser les processus d'immigration pour non seulement prévenir la perte d'individus et de familles précieux mais aussi pour améliorer le développement socioéconomique de la province. Cette approche propose une perspective prospective, considérant comment le Québec peut pleinement tirer parti du potentiel de ceux qui cherchent à faire de cette province leur domicile, renforçant ainsi son dynamisme et sa diversité culturelle.

## Réponse du gouvernement

### Solutions proposées
Me Lapointe a demandé à Ottawa de finaliser tous les cas de regroupement familial destinés au Québec qui dépassent la période de 12 mois actuellement en vigueur dans le reste du pays, dans les 60 jours suivants. De plus, il presse le gouvernement du Québec de résorber complètement les arriérés de regroupement familial et d'abolir son objectif de 10 400 admissions par an dans cette catégorie. Si la ministre Christine Fréchette ne se conforme pas, Me Lapointe suggère une autre solution : créer une cible d'admission dynamique qui s'ajuste selon l'offre et la demande, pour toujours respecter le délai de traitement moyen de 12 mois. Me Lapointe ordonne aux deux niveaux de gouvernement de rouvrir l'Accord Canada-Québec pour renégocier les rôles et responsabilités de chaque partie. Si les deux gouvernements n'agissent pas dans les 60 jours alloués, Me Lapointe a l'intention de déposer une demande de jugement déclaratoire devant la Cour supérieure.

### Actions et réactions gouvernementales
Christine Fréchette, ministre de l'Immigration, de la Francisation et de l'Intégration, a répondu aux préoccupations concernant les retards en matière d'immigration en soulignant qu'une commission parlementaire sur le sujet était en cours. Cependant, elle a évité de se référer à des cas individuels et a souligné l'importance des données globales. La réponse du gouvernement a été perçue par Lachapelle comme manquant d'humanité, suggérant un possible détachement du gouvernement face aux problèmes réels rencontrés par les personnes.Avant une réunion du cabinet, la ministre Fréchette a choisi de ne pas commenter cette situation devant les journalistes. Monsef Derraji, porte-parole du Parti libéral du Québec en matière d'immigration, et Guillaume Cliche-Rivard, porte-parole de Québec solidaire sur le même sujet, ont également exprimé leur préoccupation quant à la situation actuelle et à la nécessité d'une solution.

### Action en justice contre le gouvernement du Québec pour discrimination en matière d'immigration
En mars 2024, une action en justice a été intentée contre le gouvernement du Québec, dirigé par le premier ministre François Legault, concernant la gestion des demandes d'immigration dans le domaine du regroupement familial. L'action judiciaire, menée par l'avocat en immigration Maxime Lapointe, visait Christine Fréchette, la ministre québécoise de l'Immigration, qui avait été formellement notifiée en décembre 2023 de résoudre les retards prolongés dans le traitement de ces demandes. La poursuite soutient que la province de Québec a intentionnellement créé des obstacles et discrédité le programme de regroupement familial, entraînant un retard moyen de 34 mois pour ces demandes, contre 12 mois dans le reste du Canada. Le litige cherche à obtenir de la Cour supérieure qu'elle déclare inapplicables, invalides ou inopérantes le plan d'immigration de Legault et contraigne la ministre Fréchette à ajuster les seuils d'admission pour accélérer les procédures de regroupement familial au Québec. Une discrimination basée sur l'origine nationale est alléguée, désavantageant les Québécois par rapport aux familles destinées à d'autres provinces canadiennes. Cette affaire est exemplifiée par la situation de Kaba Keita, un Guinéen menacé d'expulsion, dont le processus de regroupement familial aurait été conclu dans une autre province. Malgré la pression, le gouvernement fédéral, représenté par le ministre de l'Immigration Marc Miller, n'a pas été poursuivi, étant donné sa volonté apparente de résoudre l'affaire, contrairement au gouvernement provincial qui insiste pour maintenir une limite aux admissions.
La ministre Fréchette a défendu la position du Québec, affirmant une approche équilibrée de l'immigration, tentant de concilier les engagements humanitaires, le regroupement familial et l'immigration économique, malgré les critiques et les retards importants dans le traitement des demandes. La situation souligne les tensions entre les niveaux de gouvernement au Canada concernant la politique d'immigration et le traitement des familles cherchant à se réunir au Québec.

## Critiques

### Voix de l'opposition
Monsef Derraji, porte-parole du Parti libéral du Québec en matière d'immigration, décrit la situation comme inhumaine, soulignant la difficulté émotionnelle des familles séparées et questionnant l'insistance du gouvernement provincial. De même, des membres de groupes comme Québec réunifié soulignent l'importance pour la population de comprendre que le regroupement familial pourrait toucher n'importe qui à l'avenir.Des experts suggèrent que le gouvernement du Québec pourrait modifier les pourcentages de ses seuils d'immigration, diminuant la proportion d'immigrants économiques et augmentant celle du regroupement familial, une catégorie considérée comme ayant été négligée dans le plan d'immigration mais essentielle à la société. André A. Morin, un critique libéral sur les questions d'immigration, a exhorté à une communication accrue entre les deux niveaux de gouvernement. Il a souligné l'urgence pour le gouvernement de la Coalition avenir Québec (CAQ) d'adopter une approche orientée vers les solutions et de s'engager dans un dialogue efficace avec le gouvernement fédéral à Ottawa, soulignant l'impossibilité de ce dernier d'agir seul en matière d'immigration. Morin a exprimé ces vues à travers une déclaration écrite, mettant en évidence l'importance de la collaboration intergouvernementale pour aborder efficacement les questions d'immigration.

### Soutien et demandes des organisations
Le groupe Québec réunifié exhorte le gouvernement à reconsidérer les limites actuelles d'admission en matière de regroupement familial, arguant que celles-ci ne devraient pas prévaloir, à l'instar des autres provinces canadiennes, et souligne l'importance d'aligner les délais d'attente sur la norme canadienne de 12 mois pour faciliter l'intégration des membres de la famille dans la société québécoise. De plus, la lettre met en avant le rôle fondamental de la famille dans la société et l'économie, arguant qu'investir dans le bien-être familial est un investissement dans la vitalité et la résilience de la société.La lettre est soutenue par un large éventail d'organisations et de personnalités, incluant un soutien parlementaire de la part d'André Albert Morin Ad. E et Guillaume Cliche-Rivard, un soutien municipal tel que la Ville de Prévost, un soutien syndical de la CSN, de la FTQ et de la FIQ, ainsi que diverses organisations, chambres de commerce, cabinets d'avocats, consultants en immigration, entreprises privées, groupes de citoyens et membres du Barreau du Québec. Ce collectif exprime la voix de milliers de personnes affectées par les politiques d'immigration actuelles et appelle à une révision urgente pour alléger la souffrance des familles séparées.
Des organisations et groupes comme Québec réunifié ont élevé la voix, envoyant des lettres ouvertes aux autorités gouvernementales, implorant des actions pour atténuer ces retards inacceptables. Malgré les appels à l'action, peu de preuves d'une réponse gouvernementale efficace pour aborder cette crise ont été observées. De plus, une responsabilité financière est imposée aux parrains, qui doivent assumer les coûts de vie des parrainés pour des périodes allant jusqu'à 10 ans.